# Lista dos recipientes do Prêmio Nacional da RDA de 1.a Classe de Ciência e Tecnologia
Esta lista contém os recipientes do Prêmio Nacional da RDA de 1.a Classe em Ciência e Tecnologia.

## 1949–1959
| Ano  | Recipiente                                                   | Recipiente | Verleihungsgrund | Anmerkung |
| ---- | ------------------------------------------------------------ | --- | --- | --- |
| 1949 | Johannes Harting                                             | Carl-Zeiß-Werk, Jena | Beschreibung der Theorie des Fernrohrobjektivs | |
| 1949 | Adolf Hennecke                                               | | Organisator der Aktivistenbewegung | |
| 1949 | Eilhard Alfred Mitscherlich                                  | Universidade Humboldt de Berlim | Beschreibung wichtiger Gesetze zum Bodenertrag | |
| 1949 | Robert Rössle                                                | Universidade Humboldt de Berlim | Autor des Handbuchs der „Speziellen pathologischen Anatomie und Histologie“ | |
| 1949 | Erhard Schmidt                                               | Universidade Humboldt de Berlim | Autor des Buchs der „Zur Theorie der linearen und nichtlinearen Integralgleichungen“ | |
| 1950 | Johannes Stroux                                              | Universidade Humboldt de Berlim, Präsident der Deutschen Akademie der Wissenschaften zu Berlin | Für seine wissenschaftlichen Arbeiten auf dem Gebiet der römisch-griechischen Philologie | |
| 1950 | Kollektiv der VVB Optik                                      | Kollektiv der VVB Optik | Für besondere Leistungen beim Wiederaufbau der Zeiß- und Schott-Werke | |
| 1950 | Hugo Schrade                                                 | Hauptdirektor der VVB Optik und des VEB Carl-Zeiß Jena | Für besondere Leistungen beim Wiederaufbau der Zeiß- und Schott-Werke | |
| 1950 | Hans Boegehold                                               | Physiker im VEB Carl-Zeiß Jena | Für besondere Leistungen beim Wiederaufbau der Zeiß- und Schott-Werke | |
| 1950 | August Klemm                                                 | Geschäftsführer des Jenaer Glaswerkes Schott | Für besondere Leistungen beim Wiederaufbau der Zeiß- und Schott-Werke | |
| 1950 | Eduard Maurer                                                | Leiter des Eisenforschungsinstituts Hennigsdorf | Für seine wissenschaftlichen Arbeiten auf dem Gebiet der legierten Stähle | Erfinder des rostfreien V 2 A-Stahls (1913) Entwickler des als Maurerdiagramm bekannten Gusseisenschaubilds zur Gattierung für Qualitätsguss |
| 1950 | Oskar Vogt                                                   | Hirnforschungsinstitut Neustadt im Schwarzwald | Für ihre wissenschaftlichen Arbeiten auf dem Gebiet der Hirnforschung | |
| 1950 | Cécile Vogt                                                  | Hirnforschungsinstitut Neustadt im Schwarzwald | Für ihre wissenschaftlichen Arbeiten auf dem Gebiet der Hirnforschung | |
| 1950 | Paul Wolf                                                    | Hallesche Pumpenwerke | Initiatoren der gemeinschaftlichen Aufstellung von Betriebsplänen zur systematischen Beseitigung von Produktionsengpässen und -verlusten durch alle Betriebsangehörigen | |
| 1950 | Kurt Opitz                                                   | Hallesche Pumpenwerke | Initiatoren der gemeinschaftlichen Aufstellung von Betriebsplänen zur systematischen Beseitigung von Produktionsengpässen und -verlusten durch alle Betriebsangehörigen | |
| 1951 | Kollektiv der Forschungsanstalt für Tierseuchen, Insel Riems | Kollektiv der Forschungsanstalt für Tierseuchen, Insel Riems | Für entscheidende Verbesserungen der Herstellungsverfahren der Impfstoffe gegen Maul- und Klauenseuche, die die Möglichkeit zur Verhinderung des Auftretens dieser Krankheit bei den Viehbeständen schaffen | |
| 1951 | Heinz Röhrer                                                 | Präsident der Forschungsanstalt für Tierseuchen | Für entscheidende Verbesserungen der Herstellungsverfahren der Impfstoffe gegen Maul- und Klauenseuche, die die Möglichkeit zur Verhinderung des Auftretens dieser Krankheit bei den Viehbeständen schaffen | |
| 1951 | Gottfried Pyl                                                | | Für entscheidende Verbesserungen der Herstellungsverfahren der Impfstoffe gegen Maul- und Klauenseuche, die die Möglichkeit zur Verhinderung des Auftretens dieser Krankheit bei den Viehbeständen schaffen | |
| 1951 | Hubert Möhlmann                                              | | Für entscheidende Verbesserungen der Herstellungsverfahren der Impfstoffe gegen Maul- und Klauenseuche, die die Möglichkeit zur Verhinderung des Auftretens dieser Krankheit bei den Viehbeständen schaffen | |
| 1951 | Herbert Bindrich                                             | | Für entscheidende Verbesserungen der Herstellungsverfahren der Impfstoffe gegen Maul- und Klauenseuche, die die Möglichkeit zur Verhinderung des Auftretens dieser Krankheit bei den Viehbeständen schaffen | |
| 1951 | Kurt Dedie                                                   | | Für entscheidende Verbesserungen der Herstellungsverfahren der Impfstoffe gegen Maul- und Klauenseuche, die die Möglichkeit zur Verhinderung des Auftretens dieser Krankheit bei den Viehbeständen schaffen | |
| 1951 | Kurt Potel                                                   | | Für entscheidende Verbesserungen der Herstellungsverfahren der Impfstoffe gegen Maul- und Klauenseuche, die die Möglichkeit zur Verhinderung des Auftretens dieser Krankheit bei den Viehbeständen schaffen | |
| 1951 | Carl Brockelmann                                             | Professor für Turkologie an der Universidade de Halle-Wittenberg | Für sein gesamtes Lebenswerk auf dem Gebiete der arabischen Literaturgeschichte | |
| 1951 | Erich Rammler                                                | Professor mit Lehrstuhl für Brikettierung, Ent- und Vergasung an der Bergakademie Freiberg | Für die wissenschaftlichen Arbeiten zur Gewinnung der Produktionsunterlage für die Herstellung von metallurgischem Koks aus Braunkohle | |
| 1951 | Georg Bilkenroth                                             | Leiter der Forschungsabteilung im Projektierungs- und Konstruktionsbüro, Berlin-Weißensee | Für die wissenschaftlichen Arbeiten zur Gewinnung der Produktionsunterlage für die Herstellung von metallurgischem Koks aus Braunkohle | |
| 1951 | Carl Arthur Scheunert                                        | Direktor des Instituts für Ernährungs- und Verpflegungswissenschaften in Potsdam-Rehbrücke | Für seine grundlegenden Arbeiten auf dem Gebiet der Vitaminforschung | |
| 1951 | Walter Stoeckel                                              | Professor mit Lehrstuhl für Geburtshilfe und gynäkologische Urologie da Universidade Humboldt de Berlim | Für sein Lebenswerk auf dem Gebiet der gynäkologischen Urologie | |
| 1952 | Kollektiv der Wismut AG                                      | Kollektiv der Wismut AG | Für ihre vom Grundsatz der kameradschaftlichen Hilfe ausgehenden beispielgebenden Aktivistenleistungen | |
| 1952 | Franz Franik                                                 | Häuer im Karl-Marx-Werk Zwickau | Für ihre vom Grundsatz der kameradschaftlichen Hilfe ausgehenden beispielgebenden Aktivistenleistungen | |
| 1952 | Horst Radecker                                               | Leiter des Komplexblockes der Wismut AG | Für ihre vom Grundsatz der kameradschaftlichen Hilfe ausgehenden beispielgebenden Aktivistenleistungen | |
| 1952 | Kollektiv des VEB Jenapharm in Jena                          | Kollektiv des VEB Jenapharm in Jena | Für ihre Leistungen zur Steigerung der Penicillinproduktion und den Aufbau einer produktionsreifen Streptomycinfabrik | |
| 1952 | Hans Knöll                                                   | Werkdirektor | Für ihre Leistungen zur Steigerung der Penicillinproduktion und den Aufbau einer produktionsreifen Streptomycinfabrik | |
| 1952 | Willi Köhler                                                 | Technischer Direktor | Für ihre Leistungen zur Steigerung der Penicillinproduktion und den Aufbau einer produktionsreifen Streptomycinfabrik | |
| 1952 | Kollektiv                                                    | Kollektiv | Für ihre anerkannt meisterhafte Projektierung des Stahl- und Walzwerkes Brandenburg und des Eisenhüttenkombinats Ost | |
| 1952 | Rudolf Stoof                                                 | Abteilungsleiter im Zentralen Konstruktionsbüro der Metallurgie, Hennigsdorf bei Berlin | Für ihre anerkannt meisterhafte Projektierung des Stahl- und Walzwerkes Brandenburg und des Eisenhüttenkombinats Ost | |
| 1952 | Horst König                                                  | Hauptingenieur, Technischer Direktor des Eisenhüttenkombinats Ost, Fürstenberg/Oder | Für ihre anerkannt meisterhafte Projektierung des Stahl- und Walzwerkes Brandenburg und des Eisenhüttenkombinats Ost | |
| 1952 | Karl-Heinz Zieger                                            | Hochofenchef im Eisenhüttenkombinat Ost, Fürstenberg/Oder | Für ihre anerkannt meisterhafte Projektierung des Stahl- und Walzwerkes Brandenburg und des Eisenhüttenkombinats Ost | |
| 1952 | Kollektiv „Schwefelsäure“                                    | Kollektiv „Schwefelsäure“ | Für die Entwicklung eines Verfahrens zur Herstellung von Schwefelsäure aus einheimischen Rohstoffen | |
| 1952 | Walter Singer                                                | Technischer Leiter der Verwaltung der anorganischen chemischen Industrie der DDR | Für die Entwicklung eines Verfahrens zur Herstellung von Schwefelsäure aus einheimischen Rohstoffen | |
| 1952 | Gustav Heintke                                               | Forschungsleiter im VEB Phosphatwerk Rüdersdorf | Für die Entwicklung eines Verfahrens zur Herstellung von Schwefelsäure aus einheimischen Rohstoffen | |
| 1952 | Rudolf Kaiser                                                | Chemiker in der Schwefelsäure- und Ätznatronwerk Nünchritz | Für die Entwicklung eines Verfahrens zur Herstellung von Schwefelsäure aus einheimischen Rohstoffen | |
| 1952 | Bernhard Schätzel                                            | Forschungsleiter im VEB Phosphatwerk Rüdersdorf | Für die Entwicklung eines Verfahrens zur Herstellung von Schwefelsäure aus einheimischen Rohstoffen | |
| 1952 | Jussuf Ibrahim                                               | Professor mit Lehrstuhl für Kinderheilkunde an der Universität Jena | Für seine ärztliche und wissenschaftliche Tätigkeit in der Bekämpfung der Säuglingssterblichkeit | |
| 1953 | Serge von Bubnoff                                            | Professor mit Lehrstuhl für Geologie da Universidade Humboldt de Berlim, Mitglied der Deutschen Akademie der Wissenschaften Berlin | für hervorragende Leistungen auf dem Gebiet der geologischen Wissenschaft | |
| 1953 | Hermann Haack                                                | Wissenschaftlicher Leiter der Geographisch-Kartographischen Anstalt Gotha | für grundlegende wissenschaftliche Arbeiten auf dem Gebiet der Kartographie und umfangreiche Veröffentlichungen von hohem wissenschaftlichem Wert | |
| 1953 | Helmut Hasse                                                 | Ordentlicher Professor für Mathematik an der Universität Hamburg, Mitglied der Deutschen Akademie der Wissenschaften Berlin | für umfangreiche wissenschaftliche Arbeiten, insbesondere für das 1949 erschienene Werk „Zahlentheorie“. | |
| 1953 | Paul Uhlenhuth                                               | Ord. Professor der Hygiene und Bakteriologie (em.) an der Universität Freiburg/Br., Geh. Regierungsrat, Direktor des Staatlichen Forschungslaboratoriums Freiburg/Breisgau | für richtunggebende Forschungsarbeiten auf dem Gebiet der Bakteriologie und Hygiene | |
| 1954 | Kollektiv „Elektrochemisches Kombinat Bitterfeld“            | Kollektiv „Elektrochemisches Kombinat Bitterfeld“ | für die Entwicklung der Bitterfelder Groß-Zelle, für die Chloralkali-Elektrolyse nach dem Diaphragmaverfahren mit seither unerreichter Stromausbeute | |
| 1954 | Walther Heyder                                               | | für die Entwicklung der Bitterfelder Groß-Zelle, für die Chloralkali-Elektrolyse nach dem Diaphragmaverfahren mit seither unerreichter Stromausbeute | |
| 1954 | Hans Ehlers                                                  | | für die Entwicklung der Bitterfelder Groß-Zelle, für die Chloralkali-Elektrolyse nach dem Diaphragmaverfahren mit seither unerreichter Stromausbeute | |
| 1954 | Alfred Heymann                                               | | für die Entwicklung der Bitterfelder Groß-Zelle, für die Chloralkali-Elektrolyse nach dem Diaphragmaverfahren mit seither unerreichter Stromausbeute | |
| 1954 | Gustav Mehre                                                 | | für die Entwicklung der Bitterfelder Groß-Zelle, für die Chloralkali-Elektrolyse nach dem Diaphragmaverfahren mit seither unerreichter Stromausbeute | |
| 1954 | Otto Bergmann                                                | | für die Entwicklung der Bitterfelder Groß-Zelle, für die Chloralkali-Elektrolyse nach dem Diaphragmaverfahren mit seither unerreichter Stromausbeute | |
| 1954 | Wilhelm Blaschke                                             | Mitglied der Akademien von Bukarest, Halle, Leipzig, München, Neapel und Padua, ordentl. Professor der Mathematik an der Universität Hamburg | für seine hervorragenden wissenschaftlichen Arbeiten auf dem Gebiet der Geometrie, insbesondere für seine schöpferischen Leistungen auf dem Gebiet der topologischen Differentialgeometrie. | |
| 1955 | Gustav Hertz                                                 | Ordentliches Mitglied der Deutschen Akademie der Wissenschaften zu Berlin, Ordentliches Mitglied der Deutschen Akademie der Naturforscher, Leopoldina, Halle, Mitglied der Akademie der Wissenschaften in Göttingen, Professor mit Lehrstuhl und Direktor der Physikalischen Institute an der Karl-Marx-Universität Leipzig, Leipzig | in Würdigung seiner hervorragenden Arbeiten auf dem Gebiet der Atom- und Quantenphysik, die entscheidende Beiträge zur Entwicklung der modernen physikalischen Forschung darstellen | |
| 1955 | Max Volmer                                                   | hervorragender Wissenschaftler des Volkes, Potsdam-Babelsberg | in Anerkennung seiner hervorragenden Spezialarbeiten auf den Gebieten der chemischen Kinetik und Photochemie, die sich als richtungweisend für die weitere physikalisch-chemische Forschung erwiesen haben. | |
| 1955 | Schnellstreckenvortrieb-Kollektiv der SDAG Wismut            | Schnellstreckenvortrieb-Kollektiv der SDAG Wismut | für ihre hervorragenden, beispielgebenden Leistungen im Schnellstreckenvortrieb, durch welche die 400-m-Grenze nicht nur erreicht, sondern weit überschritten wurde | Die Verteilung des Geldpreises wird wie folgt festgelegt: Johann Kolm 17.000 DM, Walter Mank 17.000 DM, Heinz Langer 10.000 DM, Otto Kuhnert 8000 DM, Heinz Kootz 8000 DM, Anton Wagner 8000 DM, Christoph Krauß 8000 DM, Hans-Joachim Mattulke 8000 DM, Manfred Heidi 8000 DM Martin Thalheim 8000 DM |
| 1955 | Johann Kolm                                                  | | für ihre hervorragenden, beispielgebenden Leistungen im Schnellstreckenvortrieb, durch welche die 400-m-Grenze nicht nur erreicht, sondern weit überschritten wurde | Die Verteilung des Geldpreises wird wie folgt festgelegt: Johann Kolm 17.000 DM, Walter Mank 17.000 DM, Heinz Langer 10.000 DM, Otto Kuhnert 8000 DM, Heinz Kootz 8000 DM, Anton Wagner 8000 DM, Christoph Krauß 8000 DM, Hans-Joachim Mattulke 8000 DM, Manfred Heidi 8000 DM Martin Thalheim 8000 DM |
| 1955 | Walter Mank                                                  | | für ihre hervorragenden, beispielgebenden Leistungen im Schnellstreckenvortrieb, durch welche die 400-m-Grenze nicht nur erreicht, sondern weit überschritten wurde | Die Verteilung des Geldpreises wird wie folgt festgelegt: Johann Kolm 17.000 DM, Walter Mank 17.000 DM, Heinz Langer 10.000 DM, Otto Kuhnert 8000 DM, Heinz Kootz 8000 DM, Anton Wagner 8000 DM, Christoph Krauß 8000 DM, Hans-Joachim Mattulke 8000 DM, Manfred Heidi 8000 DM Martin Thalheim 8000 DM |
| 1955 | Heinz Langer                                                 | | für ihre hervorragenden, beispielgebenden Leistungen im Schnellstreckenvortrieb, durch welche die 400-m-Grenze nicht nur erreicht, sondern weit überschritten wurde | Die Verteilung des Geldpreises wird wie folgt festgelegt: Johann Kolm 17.000 DM, Walter Mank 17.000 DM, Heinz Langer 10.000 DM, Otto Kuhnert 8000 DM, Heinz Kootz 8000 DM, Anton Wagner 8000 DM, Christoph Krauß 8000 DM, Hans-Joachim Mattulke 8000 DM, Manfred Heidi 8000 DM Martin Thalheim 8000 DM |
| 1955 | Otto Kuhnert                                                 | | für ihre hervorragenden, beispielgebenden Leistungen im Schnellstreckenvortrieb, durch welche die 400-m-Grenze nicht nur erreicht, sondern weit überschritten wurde | Die Verteilung des Geldpreises wird wie folgt festgelegt: Johann Kolm 17.000 DM, Walter Mank 17.000 DM, Heinz Langer 10.000 DM, Otto Kuhnert 8000 DM, Heinz Kootz 8000 DM, Anton Wagner 8000 DM, Christoph Krauß 8000 DM, Hans-Joachim Mattulke 8000 DM, Manfred Heidi 8000 DM Martin Thalheim 8000 DM |
| 1955 | Heinz Kootz                                                  | | für ihre hervorragenden, beispielgebenden Leistungen im Schnellstreckenvortrieb, durch welche die 400-m-Grenze nicht nur erreicht, sondern weit überschritten wurde | Die Verteilung des Geldpreises wird wie folgt festgelegt: Johann Kolm 17.000 DM, Walter Mank 17.000 DM, Heinz Langer 10.000 DM, Otto Kuhnert 8000 DM, Heinz Kootz 8000 DM, Anton Wagner 8000 DM, Christoph Krauß 8000 DM, Hans-Joachim Mattulke 8000 DM, Manfred Heidi 8000 DM Martin Thalheim 8000 DM |
| 1955 | Anton Wagner                                                 | | für ihre hervorragenden, beispielgebenden Leistungen im Schnellstreckenvortrieb, durch welche die 400-m-Grenze nicht nur erreicht, sondern weit überschritten wurde | Die Verteilung des Geldpreises wird wie folgt festgelegt: Johann Kolm 17.000 DM, Walter Mank 17.000 DM, Heinz Langer 10.000 DM, Otto Kuhnert 8000 DM, Heinz Kootz 8000 DM, Anton Wagner 8000 DM, Christoph Krauß 8000 DM, Hans-Joachim Mattulke 8000 DM, Manfred Heidi 8000 DM Martin Thalheim 8000 DM |
| 1955 | Christoph Krauß                                              | | für ihre hervorragenden, beispielgebenden Leistungen im Schnellstreckenvortrieb, durch welche die 400-m-Grenze nicht nur erreicht, sondern weit überschritten wurde | Die Verteilung des Geldpreises wird wie folgt festgelegt: Johann Kolm 17.000 DM, Walter Mank 17.000 DM, Heinz Langer 10.000 DM, Otto Kuhnert 8000 DM, Heinz Kootz 8000 DM, Anton Wagner 8000 DM, Christoph Krauß 8000 DM, Hans-Joachim Mattulke 8000 DM, Manfred Heidi 8000 DM Martin Thalheim 8000 DM |
| 1955 | Hans-Joachim Mattulke                                        | | für ihre hervorragenden, beispielgebenden Leistungen im Schnellstreckenvortrieb, durch welche die 400-m-Grenze nicht nur erreicht, sondern weit überschritten wurde | Die Verteilung des Geldpreises wird wie folgt festgelegt: Johann Kolm 17.000 DM, Walter Mank 17.000 DM, Heinz Langer 10.000 DM, Otto Kuhnert 8000 DM, Heinz Kootz 8000 DM, Anton Wagner 8000 DM, Christoph Krauß 8000 DM, Hans-Joachim Mattulke 8000 DM, Manfred Heidi 8000 DM Martin Thalheim 8000 DM |
| 1955 | Manfred Heidi                                                | | für ihre hervorragenden, beispielgebenden Leistungen im Schnellstreckenvortrieb, durch welche die 400-m-Grenze nicht nur erreicht, sondern weit überschritten wurde | Die Verteilung des Geldpreises wird wie folgt festgelegt: Johann Kolm 17.000 DM, Walter Mank 17.000 DM, Heinz Langer 10.000 DM, Otto Kuhnert 8000 DM, Heinz Kootz 8000 DM, Anton Wagner 8000 DM, Christoph Krauß 8000 DM, Hans-Joachim Mattulke 8000 DM, Manfred Heidi 8000 DM Martin Thalheim 8000 DM |
| 1955 | Martin Thalheim                                              | | für ihre hervorragenden, beispielgebenden Leistungen im Schnellstreckenvortrieb, durch welche die 400-m-Grenze nicht nur erreicht, sondern weit überschritten wurde | Die Verteilung des Geldpreises wird wie folgt festgelegt: Johann Kolm 17.000 DM, Walter Mank 17.000 DM, Heinz Langer 10.000 DM, Otto Kuhnert 8000 DM, Heinz Kootz 8000 DM, Anton Wagner 8000 DM, Christoph Krauß 8000 DM, Hans-Joachim Mattulke 8000 DM, Manfred Heidi 8000 DM Martin Thalheim 8000 DM |
| 1956 | não concedida                                                | não concedida | não concedida | não concedida |
| 1957 | não concedida                                                | não concedida | não concedida | não concedida |
| 1958 | Peter Adolf Thiessen                                         | Direktor des Instituts für physikalische Chemie, Vorsitzender des Forschungsrates der DDR, Mitglied des Kuratoriums der Forschungsgemeinschaft der naturwissenschaftlichen, technischen und medizinischen Institute der DAW | Für seine großen Verdienste um die deutsche Wissenschaft, für seine Arbeiten auf dem Gebiet der physikalischen Chemie, insbesondere der Kerntechnik und auf dem Gebiet der Kolloidchemie, sowie für seine hervorragenden Leistungen bei der Entwicklung einer fortschrittlichen Wissenschaft, insbesondere für seine richtungsweisende Tätigkeit bei der Leitung des Forschungsrates der DDR | |
| 1958 | Manfred von Ardenne                                          | Leiter des Forschungsinstitutes „Manfred von Ardenne“, Professor an der TH Dresden, Mitglied der Sektion Physik der DAW, Mitglied des Wissenschaftlichen Rates für friedliche Anwendung der Atomenergie | für seine großen Leistungen bei der Entwicklung der Wissenschaft in der DDR und seine bahnbrechenden Arbeiten auf den Gebieten der Elektronen- und Ionenphysik sowie der Hochfrequenztechnik und für seine umfangreichen Beiträge zur Literatur und Kernphysik | |
| 1959 | Max Steenbeck                                                | Direktor des Instituts für Magnetohydrodynamik der Deutschen Akademie der Wissenschaften in Jena, Ordentliches Mitglied der Deutschen Akademie der Wissenschaften zu Berlin | für seine grundlegenden wissenschaftlichen Arbeiten bei der Entwicklung des ersten Betatrons der Welt sowie für seine Forschungsarbeiten auf dem Gebiet der Plasmaphysik | |

## 1960–1969
| Ano  | Recipiente | Recipiente | Verleihungsgrund | Anmerkung     |
| ---- | --- | --- | --- | ------------- |
| 1960 | Hans Stubbe | Präsident der Deutschen Akademie der Landwirtschaftswissenschaften zu Berlin, Direktor des Instituts für Kulturpflanzenforschung Gatersleben. Bezirk Halle, der Deutschen Akademie der Wissenschaften zu Berlin | Für seine richtungweisenden Arbeiten auf dem Gebiet der Genetik und Kulturpflanzenforschung und für seine vorbildliche Arbeit als erster Präsident der Deutschen Akademie der Landwirtschaftswissenschaften zu Berlin |               |
| 1961 | Hans Frühauf | | Für seine wissenschaftlichen Arbeiten auf allen Gebieten der Nachrichtentechnik, insbesondere für die Entwicklung und Anwendung der Hochfrequenztechnik die den internationalen wissenschaftlichen und technischen Stand mitbestimmten, sowie für seine außerordentlichen Verdienste in der Lehre und bei der Anleitung und Durchführung Wissenschaftlicher Arbeiten in der Industrie |               |
| 1961 | Kurt Schwabe | | Für seine bedeutenden wissenschaftlichen Arbeiten auf den Gebietes der Elektrochemie, der Passivierung von Metallen, des Korrosionsschutzes und der Entwicklung von physikalisch-chemischen Meßmethoden und ihrer technischen Anwendung sowie für seine beispielhafte Lehrtätigkeit und Organisation der wissenschaftlichen Arbeit                                                    |               |
| 1961 | Erich Thilo | | Arbeiten auf dem Gebiet der anorganischen Hochpolymeren, welche eine ungemeine Bereicherung des chemischen Wissens und zugleich in ihrer vielfältigen technischen Anwendung außerordentliche große wirtschaftliche Erfolge ergaben |               |
| 1961 | Hermann Teuchert | Rostock | zugleich für die Bearbeitung des mecklenburgischen Wörterbuches, durch die er sich besondere Verdienste um die Erforschung der deutschen Mundarten erworben hat |               |
| 1961 | Kollektiv des Deutschen Wörterbuches | Kollektiv des Deutschen Wörterbuches | zugleich für sein Werk „Abriß der deutschen Grammatik“ |               |
| 1961 | Theodor Frings | Leipzig | zugleich für sein Werk „Abriß der deutschen Grammatik“ |               |
| 1961 | Wilhelm Wißmann | München | zugleich für sein Werk „Abriß der deutschen Grammatik“ |               |
| 1961 | Johannes Erben | Berlin | zugleich für sein Werk „Abriß der deutschen Grammatik“ |               |
| 1961 | Kollektiv des Deutschen Wörterbuches | Kollektiv des Deutschen Wörterbuches | Für ihren Anteil an der Vollendung des deutschen Wörterbuches, des großen nationalen Werkes, das den deutschen Wortschatz in seinem ganzen Umfang wissenschaftlich erschließt |               |
| 1961 | Hans Holm Bielfeldt | Berlin | Für ihren Anteil an der Vollendung des deutschen Wörterbuches, des großen nationalen Werkes, das den deutschen Wortschatz in seinem ganzen Umfang wissenschaftlich erschließt |               |
| 1961 | Bernhard Beckmann | Berlin | Für ihren Anteil an der Vollendung des deutschen Wörterbuches, des großen nationalen Werkes, das den deutschen Wortschatz in seinem ganzen Umfang wissenschaftlich erschließt |               |
| 1961 | Gerhard Ising | Berlin | Für ihren Anteil an der Vollendung des deutschen Wörterbuches, des großen nationalen Werkes, das den deutschen Wortschatz in seinem ganzen Umfang wissenschaftlich erschließt |               |
| 1961 | Johannes Mantey | Berlin | Für ihren Anteil an der Vollendung des deutschen Wörterbuches, des großen nationalen Werkes, das den deutschen Wortschatz in seinem ganzen Umfang wissenschaftlich erschließt |               |
| 1961 | Wolfgang Pfeifer | Berlin | Für ihren Anteil an der Vollendung des deutschen Wörterbuches, des großen nationalen Werkes, das den deutschen Wortschatz in seinem ganzen Umfang wissenschaftlich erschließt |               |
| 1962 | não concedida | não concedida | não concedida | não concedida |
| 1963 | não concedida | não concedida | não concedida | não concedida |
| 1964 | Kollektiv „Arbeitsgruppe der Tuberkulosebekämpfung in der DDR“                                                                                                   | Kollektiv „Arbeitsgruppe der Tuberkulosebekämpfung in der DDR“ | für den Anteil an den hervorragenden wissenschaftlichen und organisatorischen Leistungen bei der Bekämpfung der Tuberkulose in der DDR im Rahmen des zentralen Arbeitskreises, die zu international anerkannten Ergebnissen geführt haben |               |
| 1964 | Paul Steinbrück | OMR, Berlin | für den Anteil an den hervorragenden wissenschaftlichen und organisatorischen Leistungen bei der Bekämpfung der Tuberkulose in der DDR im Rahmen des zentralen Arbeitskreises, die zu international anerkannten Ergebnissen geführt haben |               |
| 1964 | Adolf Tegtmeier | OMR, Bad Berka | für den Anteil an den hervorragenden wissenschaftlichen und organisatorischen Leistungen bei der Bekämpfung der Tuberkulose in der DDR im Rahmen des zentralen Arbeitskreises, die zu international anerkannten Ergebnissen geführt haben |               |
| 1964 | Walter Lindig | OMR, Leipzig | für den Anteil an den hervorragenden wissenschaftlichen und organisatorischen Leistungen bei der Bekämpfung der Tuberkulose in der DDR im Rahmen des zentralen Arbeitskreises, die zu international anerkannten Ergebnissen geführt haben |               |
| 1964 | Egon Frantz | OMR, Berlin | für den Anteil an den hervorragenden wissenschaftlichen und organisatorischen Leistungen bei der Bekämpfung der Tuberkulose in der DDR im Rahmen des zentralen Arbeitskreises, die zu international anerkannten Ergebnissen geführt haben |               |
| 1964 | Martin Fröhlich | OMR, Karl-Marx-Stadt | für den Anteil an den hervorragenden wissenschaftlichen und organisatorischen Leistungen bei der Bekämpfung der Tuberkulose in der DDR im Rahmen des zentralen Arbeitskreises, die zu international anerkannten Ergebnissen geführt haben |               |
| 1964 | Herbert Landmann | MR, Berlin | für den Anteil an den hervorragenden wissenschaftlichen und organisatorischen Leistungen bei der Bekämpfung der Tuberkulose in der DDR im Rahmen des zentralen Arbeitskreises, die zu international anerkannten Ergebnissen geführt haben |               |
| 1964 | Armin Krebs | MR, Berlin | für den Anteil an den hervorragenden wissenschaftlichen und organisatorischen Leistungen bei der Bekämpfung der Tuberkulose in der DDR im Rahmen des zentralen Arbeitskreises, die zu international anerkannten Ergebnissen geführt haben |               |
| 1964 | Heinz Masuhr | Berlin | für den Anteil an den hervorragenden wissenschaftlichen und organisatorischen Leistungen bei der Bekämpfung der Tuberkulose in der DDR im Rahmen des zentralen Arbeitskreises, die zu international anerkannten Ergebnissen geführt haben |               |
| 1965 | não concedida | não concedida | não concedida | não concedida |
| 1966 | Kollektiv „Geschichte der Deutschen Arbeiterbewegung“ | Kollektiv „Geschichte der Deutschen Arbeiterbewegung“ | für ihren Anteil an den bedeutenden wissenschaftlichen Leistungen bei der Ausarbeitung der achtbändigen. Geschichte der Deutschen Arbeiterbewegung |               |
| 1966 | Lothar Berthold | Berlin | für ihren Anteil an den bedeutenden wissenschaftlichen Leistungen bei der Ausarbeitung der achtbändigen. Geschichte der Deutschen Arbeiterbewegung |               |
| 1966 | Horst Bartel | Berlin | für ihren Anteil an den bedeutenden wissenschaftlichen Leistungen bei der Ausarbeitung der achtbändigen. Geschichte der Deutschen Arbeiterbewegung |               |
| 1966 | Ernst Diehl | Berlin | für ihren Anteil an den bedeutenden wissenschaftlichen Leistungen bei der Ausarbeitung der achtbändigen. Geschichte der Deutschen Arbeiterbewegung |               |
| 1966 | Dieter Fricke | Jena | für ihren Anteil an den bedeutenden wissenschaftlichen Leistungen bei der Ausarbeitung der achtbändigen. Geschichte der Deutschen Arbeiterbewegung |               |
| 1966 | Werner Hörn | Berlin | für ihren Anteil an den bedeutenden wissenschaftlichen Leistungen bei der Ausarbeitung der achtbändigen. Geschichte der Deutschen Arbeiterbewegung |               |
| 1967 | Kollektiv „Ursamat“ | Kollektiv „Ursamat“ | für seinen Anteil an der Entwicklung eines universellen Baustein- und Gerätesystems der Betriebsmeß-, Steuerungs- und Regelungstechnik, welches eine wissenschaftlich-technische Grundlage für die rationelle Fertigung und Projektierung sowie der bedarfsgerechten Produktion von Automatisierungsmitteln bildet                                                                    |               |
| 1967 | Hanns Haas | | für seinen Anteil an der Entwicklung eines universellen Baustein- und Gerätesystems der Betriebsmeß-, Steuerungs- und Regelungstechnik, welches eine wissenschaftlich-technische Grundlage für die rationelle Fertigung und Projektierung sowie der bedarfsgerechten Produktion von Automatisierungsmitteln bildet                                                                    |               |
| 1967 | Gerhard Obenhaus | | für seinen Anteil an der Entwicklung eines universellen Baustein- und Gerätesystems der Betriebsmeß-, Steuerungs- und Regelungstechnik, welches eine wissenschaftlich-technische Grundlage für die rationelle Fertigung und Projektierung sowie der bedarfsgerechten Produktion von Automatisierungsmitteln bildet                                                                    |               |
| 1967 | Helmut Wiedmer | | für seinen Anteil an der Entwicklung eines universellen Baustein- und Gerätesystems der Betriebsmeß-, Steuerungs- und Regelungstechnik, welches eine wissenschaftlich-technische Grundlage für die rationelle Fertigung und Projektierung sowie der bedarfsgerechten Produktion von Automatisierungsmitteln bildet                                                                    |               |
| 1967 | Siegfried Spieß | | für seinen Anteil an der Entwicklung eines universellen Baustein- und Gerätesystems der Betriebsmeß-, Steuerungs- und Regelungstechnik, welches eine wissenschaftlich-technische Grundlage für die rationelle Fertigung und Projektierung sowie der bedarfsgerechten Produktion von Automatisierungsmitteln bildet                                                                    |               |
| 1968 | das Entwicklungskollektiv „Mähdrescher E 512“ des VEB Kombinat „Fortschritt“ Neustadt (Sa.)                                                                      | das Entwicklungskollektiv „Mähdrescher E 512“ des VEB Kombinat „Fortschritt“ Neustadt (Sa.) | für seinen Anteil an der kurzfristigen Entwicklung eines hochleistungsfähigen Mähdreschers zur industriemäßigen Getreideproduktion |               |
| 1968 | Gerhard Schmidt | | für seinen Anteil an der kurzfristigen Entwicklung eines hochleistungsfähigen Mähdreschers zur industriemäßigen Getreideproduktion |               |
| 1968 | Kurt Bernhardt | | für seinen Anteil an der kurzfristigen Entwicklung eines hochleistungsfähigen Mähdreschers zur industriemäßigen Getreideproduktion |               |
| 1968 | Christian Noack | | für seinen Anteil an der kurzfristigen Entwicklung eines hochleistungsfähigen Mähdreschers zur industriemäßigen Getreideproduktion |               |
| 1968 | Ing. Gotthard Lange | | für seinen Anteil an der kurzfristigen Entwicklung eines hochleistungsfähigen Mähdreschers zur industriemäßigen Getreideproduktion |               |
| 1968 | Günter Listner | | für seinen Anteil an der kurzfristigen Entwicklung eines hochleistungsfähigen Mähdreschers zur industriemäßigen Getreideproduktion |               |
| 1968 | Ing. Johannes Mucke | Konstrukteur | für seinen Anteil an der kurzfristigen Entwicklung eines hochleistungsfähigen Mähdreschers zur industriemäßigen Getreideproduktion |               |
| 1968 | das Kollektiv „Komplexe Rationalisierung auf dem Gebiet der Schweißtechnik“ des Zentralinstituts für Schweißtechnik der DDR Halle                                | das Kollektiv „Komplexe Rationalisierung auf dem Gebiet der Schweißtechnik“ des Zentralinstituts für Schweißtechnik der DDR Halle                                                                               | für seinen Anteil an den beispielhaften wissenschaftlich-technischen und wissenschaftsorganisatorischen Leistungen bei der Entwicklung und Einführung rationeller Verfahren und produktiver Ausrüstungen der Schweißtechnik |               |
| 1968 | Walter Anders | | für seinen Anteil an den beispielhaften wissenschaftlich-technischen und wissenschaftsorganisatorischen Leistungen bei der Entwicklung und Einführung rationeller Verfahren und produktiver Ausrüstungen der Schweißtechnik |               |
| 1968 | Ing. Wolfgang Döring | | für seinen Anteil an den beispielhaften wissenschaftlich-technischen und wissenschaftsorganisatorischen Leistungen bei der Entwicklung und Einführung rationeller Verfahren und produktiver Ausrüstungen der Schweißtechnik |               |
| 1968 | Werner Gilde | | für seinen Anteil an den beispielhaften wissenschaftlich-technischen und wissenschaftsorganisatorischen Leistungen bei der Entwicklung und Einführung rationeller Verfahren und produktiver Ausrüstungen der Schweißtechnik |               |
| 1968 | Georg Herden | | für seinen Anteil an den beispielhaften wissenschaftlich-technischen und wissenschaftsorganisatorischen Leistungen bei der Entwicklung und Einführung rationeller Verfahren und produktiver Ausrüstungen der Schweißtechnik |               |
| 1968 | Ing. Günter Hesse | | für seinen Anteil an den beispielhaften wissenschaftlich-technischen und wissenschaftsorganisatorischen Leistungen bei der Entwicklung und Einführung rationeller Verfahren und produktiver Ausrüstungen der Schweißtechnik |               |
| 1968 | Ing. Hermann Schwarz | | für seinen Anteil an den beispielhaften wissenschaftlich-technischen und wissenschaftsorganisatorischen Leistungen bei der Entwicklung und Einführung rationeller Verfahren und produktiver Ausrüstungen der Schweißtechnik |               |
| 1969 | Kollektiv „Einführung und Durchsetzung des ökonomischen Systems des Sozialismus im Schiffbau“                                                                    | Kollektiv „Einführung und Durchsetzung des ökonomischen Systems des Sozialismus im Schiffbau“ | für seinen Anteil an den beispielhaften wissenschaftlichen und wissenschaftsorganisatorischen Leistungen bei der Ausarbeitung und praktischen Durchführung des ökonomischen Systems des Sozialismus im Schiffbau |               |
| 1969 | Alfred Dudszus | Generaldirektor der VVB Schiffbau | für seinen Anteil an den beispielhaften wissenschaftlichen und wissenschaftsorganisatorischen Leistungen bei der Ausarbeitung und praktischen Durchführung des ökonomischen Systems des Sozialismus im Schiffbau |               |
| 1969 | Alfred Reinhardt | Direktor für Ökonomie der VVB Schiffbau | für seinen Anteil an den beispielhaften wissenschaftlichen und wissenschaftsorganisatorischen Leistungen bei der Ausarbeitung und praktischen Durchführung des ökonomischen Systems des Sozialismus im Schiffbau |               |
| 1969 | Wilhelm Milles | Werftdirektor des VBB Warnowwerft | für seinen Anteil an den beispielhaften wissenschaftlichen und wissenschaftsorganisatorischen Leistungen bei der Ausarbeitung und praktischen Durchführung des ökonomischen Systems des Sozialismus im Schiffbau |               |
| 1969 | Ing. Heinz Homburg | Werftdirektor des VEB Volkswerft Stralsund | für seinen Anteil an den beispielhaften wissenschaftlichen und wissenschaftsorganisatorischen Leistungen bei der Ausarbeitung und praktischen Durchführung des ökonomischen Systems des Sozialismus im Schiffbau |               |
| 1969 | Entwicklungskollektiv „Gerätesystem E/Foto-Repeater“ bestehend aus Mitarbeitern der Arbeitsstelle für Molekularelektronik in Dresden und dem VEB Carl Zeiss Jena | Entwicklungskollektiv „Gerätesystem E/Foto-Repeater“ bestehend aus Mitarbeitern der Arbeitsstelle für Molekularelektronik in Dresden und dem VEB Carl Zeiss Jena                                                | für seinen Anteil an den wissenschaftlichen Leistungen auf dem Gebiet des Präzisionsgerätebaus und der Elektronik durch die Entwicklung eines Gerätesystems für die Mikroelektronik |               |
| 1969 | Kurt Drescher | | für seinen Anteil an den wissenschaftlichen Leistungen auf dem Gebiet des Präzisionsgerätebaus und der Elektronik durch die Entwicklung eines Gerätesystems für die Mikroelektronik |               |
| 1969 | Konrad Iffarth | | für seinen Anteil an den wissenschaftlichen Leistungen auf dem Gebiet des Präzisionsgerätebaus und der Elektronik durch die Entwicklung eines Gerätesystems für die Mikroelektronik |               |
| 1969 | Reinhard Springer | | für seinen Anteil an den wissenschaftlichen Leistungen auf dem Gebiet des Präzisionsgerätebaus und der Elektronik durch die Entwicklung eines Gerätesystems für die Mikroelektronik |               |
| 1969 | Gerhart Dornheim | | für seinen Anteil an den wissenschaftlichen Leistungen auf dem Gebiet des Präzisionsgerätebaus und der Elektronik durch die Entwicklung eines Gerätesystems für die Mikroelektronik |               |
| 1969 | Peter Domschke | | für seinen Anteil an den wissenschaftlichen Leistungen auf dem Gebiet des Präzisionsgerätebaus und der Elektronik durch die Entwicklung eines Gerätesystems für die Mikroelektronik |               |
| 1969 | Joachim Schilling | | für seinen Anteil an den wissenschaftlichen Leistungen auf dem Gebiet des Präzisionsgerätebaus und der Elektronik durch die Entwicklung eines Gerätesystems für die Mikroelektronik |               |
| 1969 | Gerhard Jehne | | für seinen Anteil an den wissenschaftlichen Leistungen auf dem Gebiet des Präzisionsgerätebaus und der Elektronik durch die Entwicklung eines Gerätesystems für die Mikroelektronik |               |
| 1969 | Kollektiv „Aufbau des Zentrums der Hauptstadt der Deutschen Demokratischen Republik – Berlin“                                                                    | Kollektiv „Aufbau des Zentrums der Hauptstadt der Deutschen Demokratischen Republik – Berlin“ | für seinen schöpferischen Anteil bei der Projektierung und beim Aufbau des Stadtzentrums Berlin, die richtungweisend für die wissenschaftliche Leitungstätigkeit des Bauwesens und für die Gestaltung der sozialistischen Architektur sind |               |
| 1969 | Obering. Günter Peters | Stadtrat und Bezirksbaudirektor beim Magistrat von Groß-Berlin | für seinen schöpferischen Anteil bei der Projektierung und beim Aufbau des Stadtzentrums Berlin, die richtungweisend für die wissenschaftliche Leitungstätigkeit des Bauwesens und für die Gestaltung der sozialistischen Architektur sind |               |
| 1969 | Obering. Eugen Schröter | Hauptdirektor des VE Wohnungsbaukombinats Berlin | für seinen schöpferischen Anteil bei der Projektierung und beim Aufbau des Stadtzentrums Berlin, die richtungweisend für die wissenschaftliche Leitungstätigkeit des Bauwesens und für die Gestaltung der sozialistischen Architektur sind |               |
| 1969 | Hans-Joachim Krehl | Direktor des Instituts für Ökonomie der Deutschen Bauakademie zu Berlin | für seinen schöpferischen Anteil bei der Projektierung und beim Aufbau des Stadtzentrums Berlin, die richtungweisend für die wissenschaftliche Leitungstätigkeit des Bauwesens und für die Gestaltung der sozialistischen Architektur sind |               |
| 1969 | Ing. Heinz Graffunder | Architekt im VE Wohnungsbaukombinat Berlin | für seinen schöpferischen Anteil bei der Projektierung und beim Aufbau des Stadtzentrums Berlin, die richtungweisend für die wissenschaftliche Leitungstätigkeit des Bauwesens und für die Gestaltung der sozialistischen Architektur sind |               |
| 1969 | Joachim Näther | Chefarchitekt der Hauptstadt der DDR | für seinen schöpferischen Anteil bei der Projektierung und beim Aufbau des Stadtzentrums Berlin, die richtungweisend für die wissenschaftliche Leitungstätigkeit des Bauwesens und für die Gestaltung der sozialistischen Architektur sind |               |
| 1969 | Ing. Roland Korn | Architekt im VE BMK Ingenieurhochbau Berlin | für seinen schöpferischen Anteil bei der Projektierung und beim Aufbau des Stadtzentrums Berlin, die richtungweisend für die wissenschaftliche Leitungstätigkeit des Bauwesens und für die Gestaltung der sozialistischen Architektur sind |               |
| 1969 | Ing. Wolfgang Radke | Architekt im VE Wohnungsbaukombinat Berlin | für seinen schöpferischen Anteil bei der Projektierung und beim Aufbau des Stadtzentrums Berlin, die richtungweisend für die wissenschaftliche Leitungstätigkeit des Bauwesens und für die Gestaltung der sozialistischen Architektur sind |               |
| 1969 | Gothar Thiel | Direktor des Zentrums Organisation und Datenverarbeitung Bauwesen Berlin | für seinen schöpferischen Anteil bei der Projektierung und beim Aufbau des Stadtzentrums Berlin, die richtungweisend für die wissenschaftliche Leitungstätigkeit des Bauwesens und für die Gestaltung der sozialistischen Architektur sind |               |
| 1969 | Ing. Hermann Wern | Hauptdirektor des VE BMK Ingenieurhochbau Berlin | für seinen schöpferischen Anteil bei der Projektierung und beim Aufbau des Stadtzentrums Berlin, die richtungweisend für die wissenschaftliche Leitungstätigkeit des Bauwesens und für die Gestaltung der sozialistischen Architektur sind |               |

## 1970–1979
| Ano  | Recipiente | Recipiente | Verleihungsgrund | Anmerkung |
| ---- | --- | --- | --- | --------- |
| 1970 | Autorenkollektiv des Buches „Politische Ökonomie des Sozialismus und ihre Anwendung in der DDR“ bestehend aus Mitarbeitern von Einrichtungen des ZK der SED und der Staatlichen Plankommission | Autorenkollektiv des Buches „Politische Ökonomie des Sozialismus und ihre Anwendung in der DDR“ bestehend aus Mitarbeitern von Einrichtungen des ZK der SED und der Staatlichen Plankommission | für seinen Anteil an den beispielgebenden wissenschaftlichen Leistungen bei der Ausarbeitung des Buches „Politische Ökonomie des Sozialismus und ihre Anwendung in der DDR“                                                                                    |           |
| 1970 | Wolfgang Berger | | für seinen Anteil an den beispielgebenden wissenschaftlichen Leistungen bei der Ausarbeitung des Buches „Politische Ökonomie des Sozialismus und ihre Anwendung in der DDR“                                                                                    |           |
| 1970 | Werner Kalweit | | für seinen Anteil an den beispielgebenden wissenschaftlichen Leistungen bei der Ausarbeitung des Buches „Politische Ökonomie des Sozialismus und ihre Anwendung in der DDR“                                                                                    |           |
| 1970 | Claus Krömke | | für seinen Anteil an den beispielgebenden wissenschaftlichen Leistungen bei der Ausarbeitung des Buches „Politische Ökonomie des Sozialismus und ihre Anwendung in der DDR“                                                                                    |           |
| 1970 | Helmut Koziolek | | für seinen Anteil an den beispielgebenden wissenschaftlichen Leistungen bei der Ausarbeitung des Buches „Politische Ökonomie des Sozialismus und ihre Anwendung in der DDR“                                                                                    |           |
| 1970 | Otto Reinhold | | für seinen Anteil an den beispielgebenden wissenschaftlichen Leistungen bei der Ausarbeitung des Buches „Politische Ökonomie des Sozialismus und ihre Anwendung in der DDR“                                                                                    |           |
| 1970 | Herbert Wolf | | für seinen Anteil an den beispielgebenden wissenschaftlichen Leistungen bei der Ausarbeitung des Buches „Politische Ökonomie des Sozialismus und ihre Anwendung in der DDR“                                                                                    |           |
| 1970 | Kollektiv im VEB Leuna-Werke „Walter Ulbricht“; zur Entwicklung und Realisierung von Fließverfahrenszügen in der chemischen Industrie | Kollektiv im VEB Leuna-Werke „Walter Ulbricht“; zur Entwicklung und Realisierung von Fließverfahrenszügen in der chemischen Industrie | für seinen Anteil an beispielgebenden wissenschaftlich-technischen Leistungen bei der Entwicklung hochproduktiver Fließverfahrenszüge in der chemischen Industrie                                                                                              |           |
| 1970 | Manfred Rätzsch | | für seinen Anteil an beispielgebenden wissenschaftlich-technischen Leistungen bei der Entwicklung hochproduktiver Fließverfahrenszüge in der chemischen Industrie                                                                                              |           |
| 1970 | Reinhard Nitzsche | | für seinen Anteil an beispielgebenden wissenschaftlich-technischen Leistungen bei der Entwicklung hochproduktiver Fließverfahrenszüge in der chemischen Industrie                                                                                              |           |
| 1970 | Rolf Kilian | | für seinen Anteil an beispielgebenden wissenschaftlich-technischen Leistungen bei der Entwicklung hochproduktiver Fließverfahrenszüge in der chemischen Industrie                                                                                              |           |
| 1970 | Udo Nikolai | | für seinen Anteil an beispielgebenden wissenschaftlich-technischen Leistungen bei der Entwicklung hochproduktiver Fließverfahrenszüge in der chemischen Industrie                                                                                              |           |
| 1970 | Hagen Bergander | | für seinen Anteil an beispielgebenden wissenschaftlich-technischen Leistungen bei der Entwicklung hochproduktiver Fließverfahrenszüge in der chemischen Industrie                                                                                              |           |
| 1970 | Otto Härtung | | für seinen Anteil an beispielgebenden wissenschaftlich-technischen Leistungen bei der Entwicklung hochproduktiver Fließverfahrenszüge in der chemischen Industrie                                                                                              |           |
| 1970 | Kollektiv „Entwicklung von Verfahren zur Herstellung von Enzymen und ihre Anwendung in der Volkswirtschaft“, bestehend aus Mitarbeitern des Forschungsinstituts für Gärungsindustrie, Enzymologie und technische Mikrobiologie des Ministeriums für Bezirksgeleitete Industrie und Lebensmittelindustrie und des Instituts für Ernährung der DAdW zu Berlin | Kollektiv „Entwicklung von Verfahren zur Herstellung von Enzymen und ihre Anwendung in der Volkswirtschaft“, bestehend aus Mitarbeitern des Forschungsinstituts für Gärungsindustrie, Enzymologie und technische Mikrobiologie des Ministeriums für Bezirksgeleitete Industrie und Lebensmittelindustrie und des Instituts für Ernährung der DAdW zu Berlin | für seinen Anteil bei der Entwicklung von Verfahren zur Herstellung von Enzymen |           |
| 1970 | Rudolf Dickscheit | | für seinen Anteil bei der Entwicklung von Verfahren zur Herstellung von Enzymen |           |
| 1970 | Helga Müller | | für seinen Anteil bei der Entwicklung von Verfahren zur Herstellung von Enzymen |           |
| 1970 | Johann Huber | | für seinen Anteil bei der Entwicklung von Verfahren zur Herstellung von Enzymen |           |
| 1970 | Heinz Ruttloff | | für seinen Anteil bei der Entwicklung von Verfahren zur Herstellung von Enzymen |           |
| 1970 | Barbara Hafner | | für seinen Anteil bei der Entwicklung von Verfahren zur Herstellung von Enzymen |           |
| 1970 | Friedrich Robert Schierbäum | | für seinen Anteil bei der Entwicklung von Verfahren zur Herstellung von Enzymen |           |
| 1970 | Helmut Ehlies | | für seinen Anteil bei der Entwicklung von Verfahren zur Herstellung von Enzymen |           |
| 1971 | Kollektiv. „Typenreihe von Zweiständer-Hochleistungspressen“ des VEB Kombinat Umformtechnik Erfurt | Kollektiv. „Typenreihe von Zweiständer-Hochleistungspressen“ des VEB Kombinat Umformtechnik Erfurt | Für seinen Anteil an der beispielhaften Entwicklung weltstandsbestimmender Ausrüstungen der Umformtechnik und ihrer effektiven Serienproduktion |           |
| 1971 | Ing. Wolfgang Härtung | | Für seinen Anteil an der beispielhaften Entwicklung weltstandsbestimmender Ausrüstungen der Umformtechnik und ihrer effektiven Serienproduktion |           |
| 1971 | Lothar Katzemann | | Für seinen Anteil an der beispielhaften Entwicklung weltstandsbestimmender Ausrüstungen der Umformtechnik und ihrer effektiven Serienproduktion |           |
| 1971 | Günter Richter | | Für seinen Anteil an der beispielhaften Entwicklung weltstandsbestimmender Ausrüstungen der Umformtechnik und ihrer effektiven Serienproduktion |           |
| 1971 | Jürgen Recla | | Für seinen Anteil an der beispielhaften Entwicklung weltstandsbestimmender Ausrüstungen der Umformtechnik und ihrer effektiven Serienproduktion |           |
| 1971 | Ernst Jäckel | | Für seinen Anteil an der beispielhaften Entwicklung weltstandsbestimmender Ausrüstungen der Umformtechnik und ihrer effektiven Serienproduktion |           |
| 1971 | Wieland Petter | | Für seinen Anteil an der beispielhaften Entwicklung weltstandsbestimmender Ausrüstungen der Umformtechnik und ihrer effektiven Serienproduktion |           |
| 1971 | Kollektiv „Dynamotheorie des Magnetfeldes“ | Kollektiv „Dynamotheorie des Magnetfeldes“ | Für seinen Anteil an der Erarbeitung einer neuartigen Theorie zur Elektrodynamik turbulenter bewegter elektrisch leitender Medien, mit der die Herkunft des Magnetfeldes von Himmelskörpern und deren magnetischer Zyklus geklärt werden konnte                |           |
| 1971 | Max Steenbeck | Vorsitzender des Forschungsrates der DDR | Für seinen Anteil an der Erarbeitung einer neuartigen Theorie zur Elektrodynamik turbulenter bewegter elektrisch leitender Medien, mit der die Herkunft des Magnetfeldes von Himmelskörpern und deren magnetischer Zyklus geklärt werden konnte                |           |
| 1971 | Fritz Krause | Abteilungsleiter Kosmische Magnetohydrodynamik im Zentralinstitut der Astrophysik der Deutschen Akademie der Wissenschaften zu Berlin | Für seinen Anteil an der Erarbeitung einer neuartigen Theorie zur Elektrodynamik turbulenter bewegter elektrisch leitender Medien, mit der die Herkunft des Magnetfeldes von Himmelskörpern und deren magnetischer Zyklus geklärt werden konnte                |           |
| 1971 | Karl-Heinz Rädler | Wissenschaftlicher Abteilungsleiter im Zentralinstitut für Astrophysik der Deutschen Akademie der Wissenschaften zu Berlin | Für seinen Anteil an der Erarbeitung einer neuartigen Theorie zur Elektrodynamik turbulenter bewegter elektrisch leitender Medien, mit der die Herkunft des Magnetfeldes von Himmelskörpern und deren magnetischer Zyklus geklärt werden konnte                |           |
| 1971 | Horst Hiller | Leiter der Abteilung „Technisches Rechenzentrum“ im Forschungszentrum Chemieanlagenbau Dresden | Für seinen Anteil an der Erarbeitung einer neuartigen Theorie zur Elektrodynamik turbulenter bewegter elektrisch leitender Medien, mit der die Herkunft des Magnetfeldes von Himmelskörpern und deren magnetischer Zyklus geklärt werden konnte                |           |
| 1971 | Hans-Jürgen Treder | Ordentlicher Professor für theoretische Physik und Leiter des Forschungsbereiches Kosmische Physik der Deutschen Akademie der Wissenschaften zu Berlin | Für seine Leistungen zur Lösung fundamentaler Probleme der allgemeinen Relativitätstheorie und der Gravitationstheorie, die für die Entwicklung der theoretischen Physik, ihre Anwendung und ihre erkenntnistheoretischen Grundlagen von großer Bedeutung sind |           |
| 1972 | Entwicklungskollektiv „Niereninsuffizienz“ des Bereiches Medizin (Charite) da Universidade Humboldt de Berlim | Entwicklungskollektiv „Niereninsuffizienz“ des Bereiches Medizin (Charite) da Universidade Humboldt de Berlim | Für seinen Anteil bei der Bekämpfung akuten und chronischen Nierenversagens in der DDR |           |
| 1972 | Harald Dutz | | Für seinen Anteil bei der Bekämpfung akuten und chronischen Nierenversagens in der DDR |           |
| 1972 | Thomas Erdmann | | Für seinen Anteil bei der Bekämpfung akuten und chronischen Nierenversagens in der DDR |           |
| 1972 | MR Moritz Mebel | | Für seinen Anteil bei der Bekämpfung akuten und chronischen Nierenversagens in der DDR |           |
| 1972 | Klaus Precht an das | | Für seinen Anteil bei der Bekämpfung akuten und chronischen Nierenversagens in der DDR |           |
| 1972 | Entwicklungskollektiv „Maschinensystem Rota F 125 NC“, bestehend aus Mitarbeitern des Forschungszentrums des Maschinenbaues Karl-Marx-Stadt, des VEB Werkzeugmaschinenfabrik „Hermann Matern“ Magdeburg und des VEB Berliner Werkzeugmaschinenfabrik Marzahn                                                                                                | Entwicklungskollektiv „Maschinensystem Rota F 125 NC“, bestehend aus Mitarbeitern des Forschungszentrums des Maschinenbaues Karl-Marx-Stadt, des VEB Werkzeugmaschinenfabrik „Hermann Matern“ Magdeburg und des VEB Berliner Werkzeugmaschinenfabrik Marzahn                                                                                                | Für seinen Anteil an den Leistungen zur Rationalisierung der Produktion rotationssymmetrischer Werkstücke |           |
| 1972 | Eberhard Meier | | Für seinen Anteil an den Leistungen zur Rationalisierung der Produktion rotationssymmetrischer Werkstücke |           |
| 1972 | Egon Nikolaus | | Für seinen Anteil an den Leistungen zur Rationalisierung der Produktion rotationssymmetrischer Werkstücke |           |
| 1972 | Peter Nitschke | | Für seinen Anteil an den Leistungen zur Rationalisierung der Produktion rotationssymmetrischer Werkstücke |           |
| 1972 | Günther Pasemann | | Für seinen Anteil an den Leistungen zur Rationalisierung der Produktion rotationssymmetrischer Werkstücke |           |
| 1972 | Fritz Schmoll | | Für seinen Anteil an den Leistungen zur Rationalisierung der Produktion rotationssymmetrischer Werkstücke |           |
| 1972 | Ing. Helmut Schwabe | | Für seinen Anteil an den Leistungen zur Rationalisierung der Produktion rotationssymmetrischer Werkstücke |           |
| 1972 | | Für ihren Anteil an der Entwicklung einer Automatisierungslösung zur Bearbeitung prismatischer Werkstücke zur Realisierung des prozessrechnergesteuerten Maschinensystems Prisma 2zur Rationalisierung der Klein- und Mittelserienfertigung | |           |
| 1972 | Richard Fiegler | Abteilungsleiter im Forschungszentrum des Werkzeugmaschinenbaues Karl-Marx-Stadt | |           |
| 1972 | Rolf Klaus | Hauptabteilungsleiter im Forschungszentrum des Werkzeugmaschinenbaues Karl-Marx-Stadt | |           |
| 1972 | Hubertus Millitzer | Schlosser im VEB Werkzeugprüfmaschinen Leipzig | |           |
| 1972 | Ing. Georg Schilling | Betriebsdirektor im VEB Wema Aschersleben | |           |
| 1972 | Ing. Manfred Schubert | Abteilungsleiter im VEB Mikromat Dresden | |           |
| 1972 | Karl Tschink | Direktor für Erzeugnisforschung im Forschungszentrum des Werkzeugmaschinenbaues Karl-Marx-Stadt | |           |
| 1973 | Kollektiv „Entwicklung und Konstruktion der Zentraleinheit EC 2040“ im VEB Kombinat Robotron, Betriebsteil Karl-Marx-Stadt | Kollektiv „Entwicklung und Konstruktion der Zentraleinheit EC 2040“ im VEB Kombinat Robotron, Betriebsteil Karl-Marx-Stadt | Für seinen Anteil an der Entwicklung, Konstruktion und Fertigungsüberleitung der Zentraleinheit EC 2040, mit der ein wesentlicher Beitrag zur Realisierung des Programms der Rechentechnik der sozialistischen Länder geleistet wurde                          |           |
| 1973 | Fritz Jank | | Für seinen Anteil an der Entwicklung, Konstruktion und Fertigungsüberleitung der Zentraleinheit EC 2040, mit der ein wesentlicher Beitrag zur Realisierung des Programms der Rechentechnik der sozialistischen Länder geleistet wurde                          |           |
| 1973 | Günter Laskowski | | Für seinen Anteil an der Entwicklung, Konstruktion und Fertigungsüberleitung der Zentraleinheit EC 2040, mit der ein wesentlicher Beitrag zur Realisierung des Programms der Rechentechnik der sozialistischen Länder geleistet wurde                          |           |
| 1973 | Reiner Markert | | Für seinen Anteil an der Entwicklung, Konstruktion und Fertigungsüberleitung der Zentraleinheit EC 2040, mit der ein wesentlicher Beitrag zur Realisierung des Programms der Rechentechnik der sozialistischen Länder geleistet wurde                          |           |
| 1973 | Gerhard Metzger | | Für seinen Anteil an der Entwicklung, Konstruktion und Fertigungsüberleitung der Zentraleinheit EC 2040, mit der ein wesentlicher Beitrag zur Realisierung des Programms der Rechentechnik der sozialistischen Länder geleistet wurde                          |           |
| 1973 | Klaus Stephan | | Für seinen Anteil an der Entwicklung, Konstruktion und Fertigungsüberleitung der Zentraleinheit EC 2040, mit der ein wesentlicher Beitrag zur Realisierung des Programms der Rechentechnik der sozialistischen Länder geleistet wurde                          |           |
| 1973 | Reinfried Wetzel | | Für seinen Anteil an der Entwicklung, Konstruktion und Fertigungsüberleitung der Zentraleinheit EC 2040, mit der ein wesentlicher Beitrag zur Realisierung des Programms der Rechentechnik der sozialistischen Länder geleistet wurde                          |           |
| 1973 | Kollektiv aus Mitarbeitern des Friedrich-Loeffler-Instituts Insel Riems, des Instituts für Impfstofforschung Dessau und des Staatlichen Veterinärmedizinischen Prüfungsinstitutes für die Forschung, Entwicklung, Prüfung und Produktion neuer veterinärmedizinischer Impfstoffe und Verfahren                                                              | Kollektiv aus Mitarbeitern des Friedrich-Loeffler-Instituts Insel Riems, des Instituts für Impfstofforschung Dessau und des Staatlichen Veterinärmedizinischen Prüfungsinstitutes für die Forschung, Entwicklung, Prüfung und Produktion neuer veterinärmedizinischer Impfstoffe und Verfahren                                                              | Für seinen Anteil an der Entwicklung, Produktion und kurzfristigen Einfuhrung neuer veterinärmedizinischer Impfstoffe |           |
| 1973 | VR Joachim Beer | | Für seinen Anteil an der Entwicklung, Produktion und kurzfristigen Einfuhrung neuer veterinärmedizinischer Impfstoffe |           |
| 1973 | Eberhard Benndorf | | Für seinen Anteil an der Entwicklung, Produktion und kurzfristigen Einfuhrung neuer veterinärmedizinischer Impfstoffe |           |
| 1973 | Karl-Heinz Kludas | | Für seinen Anteil an der Entwicklung, Produktion und kurzfristigen Einfuhrung neuer veterinärmedizinischer Impfstoffe |           |
| 1973 | Margritt Leutert | | Für seinen Anteil an der Entwicklung, Produktion und kurzfristigen Einfuhrung neuer veterinärmedizinischer Impfstoffe |           |
| 1973 | VR Heinrich Liebermann | | Für seinen Anteil an der Entwicklung, Produktion und kurzfristigen Einfuhrung neuer veterinärmedizinischer Impfstoffe |           |
| 1973 | OVR Hans Joachim Rummler | | Für seinen Anteil an der Entwicklung, Produktion und kurzfristigen Einfuhrung neuer veterinärmedizinischer Impfstoffe |           |
| 1973 | Dieter Urbaneck | | Für seinen Anteil an der Entwicklung, Produktion und kurzfristigen Einfuhrung neuer veterinärmedizinischer Impfstoffe |           |
| 1974 | Hans Koch | Leiter des Lehrstuhls für marxistisch-leninistische Kultur- und Kunstwissenschaften am Institut für Gesellschaftswissenschaften beim ZK der SED | Für seine wissenschaftlichen Leistungen auf dem Gebiet der marxistisch-leninistischen Literaturwissenschaft, insbesondere seiner theoretischen Arbeiten auf den Gebieten der Ästhetik und des sozialistischen Realismus                                        |           |
| 1974 | Jürgen Kuczynski | Ordentliches Mitglied der Akademie der Wissenschaften der DDR | Für seine Leistungen auf dem Gebiet der marxistisch-leninistischen Wirtschaftswissenschaften, insbesondere der Wirtschaftsgeschichte |           |
| 1974 | Kollektiv von Wissenschaftlern und Praktikern vom Forschungszentrum für Tierproduktion Dummerstorf-Rostock, des Instituts für künstliche Besamung und des VEB KIM Schweinezucht- und Mastkombinat Eberswalde für die Entwicklung und Einführung von biotechnischen Verfahren zur industriemäßigen Schweineproduktion                                        | Kollektiv von Wissenschaftlern und Praktikern vom Forschungszentrum für Tierproduktion Dummerstorf-Rostock, des Instituts für künstliche Besamung und des VEB KIM Schweinezucht- und Mastkombinat Eberswalde für die Entwicklung und Einführung von biotechnischen Verfahren zur industriemäßigen Schweineproduktion                                        | Für seinen Anteil bei der Intensivierung der industriemäßigen Schweineproduktion durch biotechnische Verfahren |           |
| 1974 | VR Jost Bergfeld | | Für seinen Anteil bei der Intensivierung der industriemäßigen Schweineproduktion durch biotechnische Verfahren |           |
| 1974 | Ingo König | | Für seinen Anteil bei der Intensivierung der industriemäßigen Schweineproduktion durch biotechnische Verfahren |           |
| 1974 | Winfried Peter | | Für seinen Anteil bei der Intensivierung der industriemäßigen Schweineproduktion durch biotechnische Verfahren |           |
| 1974 | OVR Karl Rothe | | Für seinen Anteil bei der Intensivierung der industriemäßigen Schweineproduktion durch biotechnische Verfahren |           |
| 1974 | Wilfried Sieland | | Für seinen Anteil bei der Intensivierung der industriemäßigen Schweineproduktion durch biotechnische Verfahren |           |
| 1974 | Ingeborg Tschinkel | | Für seinen Anteil bei der Intensivierung der industriemäßigen Schweineproduktion durch biotechnische Verfahren |           |
| 1974 | Kollektiv „Entwicklung und Einführung des 'Plasmaprimärschmelzens bei der Erzeugung von Qualitäts- und Edelstählen in der DDR“ | Kollektiv „Entwicklung und Einführung des 'Plasmaprimärschmelzens bei der Erzeugung von Qualitäts- und Edelstählen in der DDR“ | Für seinen Anteil an der Entwicklung des Verfahrens des Plasmaprimärschmelzens zur materialökonomisch günstigsten Herstellung von Qualitäts- und Edelstählen                                                                                                   |           |
| 1974 | Anatolij Sergejewitsch Borodatischow (Bürger der UdSSR) | Direktor des Allunions-Instituts für elektronische Ausrüstungen WNIIETO | Für seinen Anteil an der Entwicklung des Verfahrens des Plasmaprimärschmelzens zur materialökonomisch günstigsten Herstellung von Qualitäts- und Edelstählen                                                                                                   |           |
| 1974 | Wladimir Alexejewitsch Chotin (Bürger der UdSSR) | Leiter der Wissenschaftlichen Forschungs- und Konstruktionsabteilung für Plasma- und Elektronenstrahlwärmung des WNIIETO | Für seinen Anteil an der Entwicklung des Verfahrens des Plasmaprimärschmelzens zur materialökonomisch günstigsten Herstellung von Qualitäts- und Edelstählen                                                                                                   |           |
| 1974 | Fred Ebeling | wissenschaftlicher Mitarbeiter im VEB Stahl- und Walzwerk „Wilhelm Florin“ Hennigsdorf | Für seinen Anteil an der Entwicklung des Verfahrens des Plasmaprimärschmelzens zur materialökonomisch günstigsten Herstellung von Qualitäts- und Edelstählen                                                                                                   |           |
| 1974 | Ing. Walter Lachner | Gruppenleiter im VEB Edelstahlwerk „8. Mai 1945“ Freital | Für seinen Anteil an der Entwicklung des Verfahrens des Plasmaprimärschmelzens zur materialökonomisch günstigsten Herstellung von Qualitäts- und Edelstählen                                                                                                   |           |
| 1974 | Franz Müller | wissenschaftlicher Mitarbeiter im Ministerium für Erzbergbau, Metallurgie und Kali | Für seinen Anteil an der Entwicklung des Verfahrens des Plasmaprimärschmelzens zur materialökonomisch günstigsten Herstellung von Qualitäts- und Edelstählen                                                                                                   |           |
| 1974 | Karl Schmidt | Abteilungsleiter im VEB LEW „Hans Beimler“ Hennigsdorf | Für seinen Anteil an der Entwicklung des Verfahrens des Plasmaprimärschmelzens zur materialökonomisch günstigsten Herstellung von Qualitäts- und Edelstählen                                                                                                   |           |
| 1974 | Helfried Schumann | 1. Schmelzer im VEB Edelstahlwerk „8. Mai 1945“ Freital | Für seinen Anteil an der Entwicklung des Verfahrens des Plasmaprimärschmelzens zur materialökonomisch günstigsten Herstellung von Qualitäts- und Edelstählen                                                                                                   |           |
| 1974 | Karl Spiegelberg | Gruppenleiter im VEB Stahl- und Walzwerk „Wilhelm Florin“ Hennigsdorf | Für seinen Anteil an der Entwicklung des Verfahrens des Plasmaprimärschmelzens zur materialökonomisch günstigsten Herstellung von Qualitäts- und Edelstählen                                                                                                   |           |
| 1974 | Kollektiv „Großserienfertigung von Elektromotorengehäusen“ aus den VEB Werkzeugmaschinenbau „Vogtland“ Plauen und VEB Werkzeugmaschinenfabrik Saalfeld | Kollektiv „Großserienfertigung von Elektromotorengehäusen“ aus den VEB Werkzeugmaschinenbau „Vogtland“ Plauen und VEB Werkzeugmaschinenfabrik Saalfeld | Für seinen Anteil an der schnellen Entwicklung und Produktion von Taktstraßen und Sondermaschinen für eine hochproduktive Fertigung von Elektromotorenteilen                                                                                                   |           |
| 1974 | Heinz Göll | | Für seinen Anteil an der schnellen Entwicklung und Produktion von Taktstraßen und Sondermaschinen für eine hochproduktive Fertigung von Elektromotorenteilen                                                                                                   |           |
| 1974 | Ing. Hermann Heinz | | Für seinen Anteil an der schnellen Entwicklung und Produktion von Taktstraßen und Sondermaschinen für eine hochproduktive Fertigung von Elektromotorenteilen                                                                                                   |           |
| 1974 | Ing. Fritz Keil | | Für seinen Anteil an der schnellen Entwicklung und Produktion von Taktstraßen und Sondermaschinen für eine hochproduktive Fertigung von Elektromotorenteilen                                                                                                   |           |
| 1974 | Siegmar Müller | | Für seinen Anteil an der schnellen Entwicklung und Produktion von Taktstraßen und Sondermaschinen für eine hochproduktive Fertigung von Elektromotorenteilen                                                                                                   |           |
| 1974 | Erhard Weck | | Für seinen Anteil an der schnellen Entwicklung und Produktion von Taktstraßen und Sondermaschinen für eine hochproduktive Fertigung von Elektromotorenteilen                                                                                                   |           |
| 1974 | Rudolf Weigel | | Für seinen Anteil an der schnellen Entwicklung und Produktion von Taktstraßen und Sondermaschinen für eine hochproduktive Fertigung von Elektromotorenteilen                                                                                                   |           |
| 1975 | Kollektiv Strahlenvernetzte Polyäthylenkabel im Kombinat VEB Kabelwerk Oberspree Berlin | Kollektiv Strahlenvernetzte Polyäthylenkabel im Kombinat VEB Kabelwerk Oberspree Berlin | Für seinen Anteil an der Entwicklung und Einführung einer hochproduktiven und materialsparenden Technologie zur Herstellung von plastisolierten 10-30 kV-Kabeln mit verbesserten Eigenschaften                                                                 |           |
| 1975 | Dietrich Flügge | Laborleiter im Kombinat VEB Kabelwerk Oberspree Berlin | Für seinen Anteil an der Entwicklung und Einführung einer hochproduktiven und materialsparenden Technologie zur Herstellung von plastisolierten 10-30 kV-Kabeln mit verbesserten Eigenschaften                                                                 |           |
| 1975 | Hans-Joachim Heinrich | wissenschaftlicher Mitarbeiter im Zentralinstitut für Festkörperphysik und Werkstoffforschung der Akademie der Wissenschaften der DDR | Für seinen Anteil an der Entwicklung und Einführung einer hochproduktiven und materialsparenden Technologie zur Herstellung von plastisolierten 10-30 kV-Kabeln mit verbesserten Eigenschaften                                                                 |           |
| 1975 | Hermann Kästner | Werkdirektor des VEB Kabelwerk Meißen | Für seinen Anteil an der Entwicklung und Einführung einer hochproduktiven und materialsparenden Technologie zur Herstellung von plastisolierten 10-30 kV-Kabeln mit verbesserten Eigenschaften                                                                 |           |
| 1975 | Joachim Klose | Meister im VEB Kabelwerk Meißen | Für seinen Anteil an der Entwicklung und Einführung einer hochproduktiven und materialsparenden Technologie zur Herstellung von plastisolierten 10-30 kV-Kabeln mit verbesserten Eigenschaften                                                                 |           |
| 1975 | Horst Nickus | Mechaniker im VEB Kabelwerk Meißen | Für seinen Anteil an der Entwicklung und Einführung einer hochproduktiven und materialsparenden Technologie zur Herstellung von plastisolierten 10-30 kV-Kabeln mit verbesserten Eigenschaften                                                                 |           |
| 1975 | Hans Niesner | Abteilungsleiter im VEB Kabelwerk Meißen | Für seinen Anteil an der Entwicklung und Einführung einer hochproduktiven und materialsparenden Technologie zur Herstellung von plastisolierten 10-30 kV-Kabeln mit verbesserten Eigenschaften                                                                 |           |
| 1975 | Fred Schimke | Direktor für Forschung und Entwicklung im Kombinat VEB Kabelwerk Oberspree Berlin | Für seinen Anteil an der Entwicklung und Einführung einer hochproduktiven und materialsparenden Technologie zur Herstellung von plastisolierten 10-30 kV-Kabeln mit verbesserten Eigenschaften                                                                 |           |
| 1975 | Ing. Wolfgang Vogel | Ingenieur für Verfahrenstechnik im VEB Kabelwerk Meißen | Für seinen Anteil an der Entwicklung und Einführung einer hochproduktiven und materialsparenden Technologie zur Herstellung von plastisolierten 10-30 kV-Kabeln mit verbesserten Eigenschaften                                                                 |           |
| 1975 | Klaus Fuchs | Mitglied des ZK der SED, Ordentliches Mitglied der Akademie der Wissenschaften der DDR und Leiter des Forschungsbereiches Physik, Kern- und Werkstoffwissenschaften der Akademie der Wissenschaften der DDR | Für seine Arbeiten zur Entwicklung der theoretischen Grundlagen der Festkörperphysik und für seine Leistungen auf dem Gebiet der kernphysikalischen und kerntechnischen Forschung                                                                              |           |
| 1976 | Forschungskollektiv Elektronenstrahl-Belichtungsanlage im VEB Carl Zeiss Jena | Forschungskollektiv Elektronenstrahl-Belichtungsanlage im VEB Carl Zeiss Jena | Für ihren Anteil bei der Schaffung wissenschaftlich-technischer Grundlagen für neuartige technologische Präzisionsanlagen zur Herstellung von hochintegrierten elektronischen Schaltkreisen                                                                    |           |
| 1976 | Hans-Jörg Binder | wissenschaftlicher Mitarbeiter | Für ihren Anteil bei der Schaffung wissenschaftlich-technischer Grundlagen für neuartige technologische Präzisionsanlagen zur Herstellung von hochintegrierten elektronischen Schaltkreisen                                                                    |           |
| 1976 | Eberhard Hahn | wissenschaftlicher Mitarbeiter | Für ihren Anteil bei der Schaffung wissenschaftlich-technischer Grundlagen für neuartige technologische Präzisionsanlagen zur Herstellung von hochintegrierten elektronischen Schaltkreisen                                                                    |           |
| 1976 | Knut Kaschlik | Abschnittsleiter | Für ihren Anteil bei der Schaffung wissenschaftlich-technischer Grundlagen für neuartige technologische Präzisionsanlagen zur Herstellung von hochintegrierten elektronischen Schaltkreisen                                                                    |           |
| 1976 | Georg Kuschel | wissenschaftlicher Mitarbeiter | Für ihren Anteil bei der Schaffung wissenschaftlich-technischer Grundlagen für neuartige technologische Präzisionsanlagen zur Herstellung von hochintegrierten elektronischen Schaltkreisen                                                                    |           |
| 1976 | Werner Mudra | Laborleiter | Für ihren Anteil bei der Schaffung wissenschaftlich-technischer Grundlagen für neuartige technologische Präzisionsanlagen zur Herstellung von hochintegrierten elektronischen Schaltkreisen                                                                    |           |
| 1976 | Helmut Peupelmann | Laborleiter | Für ihren Anteil bei der Schaffung wissenschaftlich-technischer Grundlagen für neuartige technologische Präzisionsanlagen zur Herstellung von hochintegrierten elektronischen Schaltkreisen                                                                    |           |
| 1976 | Kollektiv von Gersten- und Weizenzüchtern | Kollektiv von Gersten- und Weizenzüchtern | Für ihren Anteil an der Züchtung und schnellen Einführung neuer, für die industriemäßige Getreideproduktion besonders geeigneter Intensivsorten von Weizen und Gerste                                                                                          |           |
| 1976 | Hans-Dieter Koch | wissenschaftlicher Abteilungsleiter im Institut für Getreideforschung Bernburg-Hadmersleben der Akademie der Landwirtschaftswissenschaften der DDR | Für ihren Anteil an der Züchtung und schnellen Einführung neuer, für die industriemäßige Getreideproduktion besonders geeigneter Intensivsorten von Weizen und Gerste                                                                                          |           |
| 1976 | Dieter Lau | wissenschaftlicher Abteilungsleiter im Institut für Getreideforschung Bernburg-Hadmersleben der Akademie der Landwirtschaftswissenschaften der DDR | Für ihren Anteil an der Züchtung und schnellen Einführung neuer, für die industriemäßige Getreideproduktion besonders geeigneter Intensivsorten von Weizen und Gerste                                                                                          |           |
| 1976 | Wolfgang Porsche | Abteilungsleiter im Institut für Getreideforschung Bernburg-Hadmersleben der Akademie der Landwirtschaftswissenschaften der DDR | Für ihren Anteil an der Züchtung und schnellen Einführung neuer, für die industriemäßige Getreideproduktion besonders geeigneter Intensivsorten von Weizen und Gerste                                                                                          |           |
| 1976 | Wassilij Nikolajewitsch Remeslo (Bürger der UdSSR) | Direktor des Institutes für Weizenzüchtung und Saatgutproduktion Mironovka, UdSSR | Für ihren Anteil an der Züchtung und schnellen Einführung neuer, für die industriemäßige Getreideproduktion besonders geeigneter Intensivsorten von Weizen und Gerste                                                                                          |           |
| 1976 | Erdmute Specht | wissenschaftliche Assistentin im Institut für Getreideforschung Bernburg-Hadmersleben der Akademie der Landwirtschaftswissenschaften der DDR | Für ihren Anteil an der Züchtung und schnellen Einführung neuer, für die industriemäßige Getreideproduktion besonders geeigneter Intensivsorten von Weizen und Gerste                                                                                          |           |
| 1976 | Georg Szigat | Abteilungsleiter im Institut für Pflanzenzüchtung Gülzo-Güstrow der Akademie der Landwirtschaftswissenschaften der DDR | Für ihren Anteil an der Züchtung und schnellen Einführung neuer, für die industriemäßige Getreideproduktion besonders geeigneter Intensivsorten von Weizen und Gerste                                                                                          |           |
| 1977 | Entwicklungskollektiv „Quarzkristalle“ im Kombinat VEB Carl Zeiss Jena | Entwicklungskollektiv „Quarzkristalle“ im Kombinat VEB Carl Zeiss Jena | Für seinen Anteil an der Entwicklung und der vorfristigen Überführung eines Verfahrens sowie einer Anlage zur Erzeugung von optischen Quarzkristallen in die Produktion                                                                                        |           |
| 1977 | Arthur Christoph | | Für seinen Anteil an der Entwicklung und der vorfristigen Überführung eines Verfahrens sowie einer Anlage zur Erzeugung von optischen Quarzkristallen in die Produktion                                                                                        |           |
| 1977 | Günther Kotitz | | Für seinen Anteil an der Entwicklung und der vorfristigen Überführung eines Verfahrens sowie einer Anlage zur Erzeugung von optischen Quarzkristallen in die Produktion                                                                                        |           |
| 1977 | Magda Richter | | Für seinen Anteil an der Entwicklung und der vorfristigen Überführung eines Verfahrens sowie einer Anlage zur Erzeugung von optischen Quarzkristallen in die Produktion                                                                                        |           |
| 1977 | Udo Schlöffel | | Für seinen Anteil an der Entwicklung und der vorfristigen Überführung eines Verfahrens sowie einer Anlage zur Erzeugung von optischen Quarzkristallen in die Produktion                                                                                        |           |
| 1977 | Joachim Schmidt | | Für seinen Anteil an der Entwicklung und der vorfristigen Überführung eines Verfahrens sowie einer Anlage zur Erzeugung von optischen Quarzkristallen in die Produktion                                                                                        |           |
| 1977 | Entwicklungskollektiv „Explosivumformen von Achsbrücken“ im VEB IFA Automobilwerke Ludwigsfelde | Entwicklungskollektiv „Explosivumformen von Achsbrücken“ im VEB IFA Automobilwerke Ludwigsfelde | Für seinen Anteil an der Erschließung des Explosivumformens für die Serienfertigung im Automobilbau |           |
| 1977 | Werner Hellmuth | | Für seinen Anteil an der Erschließung des Explosivumformens für die Serienfertigung im Automobilbau |           |
| 1977 | Adolf Neubauer | | Für seinen Anteil an der Erschließung des Explosivumformens für die Serienfertigung im Automobilbau |           |
| 1977 | Peter Siewert | | Für seinen Anteil an der Erschließung des Explosivumformens für die Serienfertigung im Automobilbau |           |
| 1977 | Horst Steinicke | | Für seinen Anteil an der Erschließung des Explosivumformens für die Serienfertigung im Automobilbau |           |
| 1977 | Hasko Tangermann | | Für seinen Anteil an der Erschließung des Explosivumformens für die Serienfertigung im Automobilbau |           |
| 1977 | Siegfried Urbanke | | Für seinen Anteil an der Erschließung des Explosivumformens für die Serienfertigung im Automobilbau |           |
| 1977 | Kollektiv „Entwicklung und Errichtung des 30-Tonnen-Plasmaofens“ im Edelstahlwerk „8. Mai 1945“ Freital | Kollektiv „Entwicklung und Errichtung des 30-Tonnen-Plasmaofens“ im Edelstahlwerk „8. Mai 1945“ Freital | Für seinen Anteil an der Vorbereitung und Inbetriebnahme des 30-Tonnen-Plasmaprimärschmelzofens für die material- und energieökonomische Erzeugung von hochwertigen Edelstählen                                                                                |           |
| 1977 | Christian Epperlein | | Für seinen Anteil an der Vorbereitung und Inbetriebnahme des 30-Tonnen-Plasmaprimärschmelzofens für die material- und energieökonomische Erzeugung von hochwertigen Edelstählen                                                                                |           |
| 1977 | Heinz Mittag | | Für seinen Anteil an der Vorbereitung und Inbetriebnahme des 30-Tonnen-Plasmaprimärschmelzofens für die material- und energieökonomische Erzeugung von hochwertigen Edelstählen                                                                                |           |
| 1977 | Wolfgang Rothe | | Für seinen Anteil an der Vorbereitung und Inbetriebnahme des 30-Tonnen-Plasmaprimärschmelzofens für die material- und energieökonomische Erzeugung von hochwertigen Edelstählen                                                                                |           |
| 1977 | Horst Schädler | | Für seinen Anteil an der Vorbereitung und Inbetriebnahme des 30-Tonnen-Plasmaprimärschmelzofens für die material- und energieökonomische Erzeugung von hochwertigen Edelstählen                                                                                |           |
| 1977 | Wilfried Schäfer | | Für seinen Anteil an der Vorbereitung und Inbetriebnahme des 30-Tonnen-Plasmaprimärschmelzofens für die material- und energieökonomische Erzeugung von hochwertigen Edelstählen                                                                                |           |
| 1977 | Siegfried Schiller | | Für seinen Anteil an der Vorbereitung und Inbetriebnahme des 30-Tonnen-Plasmaprimärschmelzofens für die material- und energieökonomische Erzeugung von hochwertigen Edelstählen                                                                                |           |
| 1977 | Kollektiv „Kraftwerk Hagenwerder III“ | Kollektiv „Kraftwerk Hagenwerder III“ | Für seinen Anteil an der Inbetriebsetzung und Erprobung des Rohbraunkohle-Großkraftwerkes Hagenwerder III |           |
| 1977 | Heinz Berg | | Für seinen Anteil an der Inbetriebsetzung und Erprobung des Rohbraunkohle-Großkraftwerkes Hagenwerder III |           |
| 1977 | Woldemar Freund | | Für seinen Anteil an der Inbetriebsetzung und Erprobung des Rohbraunkohle-Großkraftwerkes Hagenwerder III |           |
| 1977 | Harald Gatzke | | Für seinen Anteil an der Inbetriebsetzung und Erprobung des Rohbraunkohle-Großkraftwerkes Hagenwerder III |           |
| 1977 | Horst Hübener | | Für seinen Anteil an der Inbetriebsetzung und Erprobung des Rohbraunkohle-Großkraftwerkes Hagenwerder III |           |
| 1977 | Hans Oehmig | | Für seinen Anteil an der Inbetriebsetzung und Erprobung des Rohbraunkohle-Großkraftwerkes Hagenwerder III |           |
| 1977 | Wolfgang Reichel | | Für seinen Anteil an der Inbetriebsetzung und Erprobung des Rohbraunkohle-Großkraftwerkes Hagenwerder III |           |
| 1977 | Kollektiv „Entwicklung des QEK-Verfahrens“ des VEB Maxhütte Unterwellenborn | Kollektiv „Entwicklung des QEK-Verfahrens“ des VEB Maxhütte Unterwellenborn | Für seinen Anteil an der Entwicklung und Überführung eines neuen Sauerstoffkonverter-Verfahrens zur Intensivierung der Stahlerzeugung |           |
| 1977 | Gerhard Engel | | Für seinen Anteil an der Entwicklung und Überführung eines neuen Sauerstoffkonverter-Verfahrens zur Intensivierung der Stahlerzeugung |           |
| 1977 | Rolf Günther | | Für seinen Anteil an der Entwicklung und Überführung eines neuen Sauerstoffkonverter-Verfahrens zur Intensivierung der Stahlerzeugung |           |
| 1977 | Bruno Kühn | | Für seinen Anteil an der Entwicklung und Überführung eines neuen Sauerstoffkonverter-Verfahrens zur Intensivierung der Stahlerzeugung |           |
| 1977 | Manfred Lattermann | | Für seinen Anteil an der Entwicklung und Überführung eines neuen Sauerstoffkonverter-Verfahrens zur Intensivierung der Stahlerzeugung |           |
| 1977 | Ekkehart Richter | | Für seinen Anteil an der Entwicklung und Überführung eines neuen Sauerstoffkonverter-Verfahrens zur Intensivierung der Stahlerzeugung |           |
| 1977 | Klaus Scheidig | | Für seinen Anteil an der Entwicklung und Überführung eines neuen Sauerstoffkonverter-Verfahrens zur Intensivierung der Stahlerzeugung |           |
| 1978 | Kollektiv aus dem VEB Transformatorenwerk „Karl Liebknecht“ Berlin | Kollektiv aus dem VEB Transformatorenwerk „Karl Liebknecht“ Berlin | Für seinen Anteil an der Entwicklung und Überleitung von gasisolierten Schaltanlagen für 123 kV in die Produktion |           |
| 1978 | Karl-Heinz Axin | | Für seinen Anteil an der Entwicklung und Überleitung von gasisolierten Schaltanlagen für 123 kV in die Produktion |           |
| 1978 | Werner Hartwig | | Für seinen Anteil an der Entwicklung und Überleitung von gasisolierten Schaltanlagen für 123 kV in die Produktion |           |
| 1978 | Walter Hojdem | | Für seinen Anteil an der Entwicklung und Überleitung von gasisolierten Schaltanlagen für 123 kV in die Produktion |           |
| 1978 | Günter Mensching | | Für seinen Anteil an der Entwicklung und Überleitung von gasisolierten Schaltanlagen für 123 kV in die Produktion |           |
| 1978 | Ottmar Müller | | Für seinen Anteil an der Entwicklung und Überleitung von gasisolierten Schaltanlagen für 123 kV in die Produktion |           |
| 1978 | Heinrich Philipp | | Für seinen Anteil an der Entwicklung und Überleitung von gasisolierten Schaltanlagen für 123 kV in die Produktion |           |
| 1978 | Kollektiv „Vorbereitung und Realisierung des Zentralen Jugendobjektes Drushba-Trasse“ | Kollektiv „Vorbereitung und Realisierung des Zentralen Jugendobjektes Drushba-Trasse“ | Für seinen Anteil an der wissenschaftlich-technischen Vorbereitung und vorfristigen Erfüllung des Leistungsumfanges der DDR beim internationalen Bau der Erdgasleitung „Sojus“                                                                                 |           |
| 1978 | Werner Dubsky | | Für seinen Anteil an der wissenschaftlich-technischen Vorbereitung und vorfristigen Erfüllung des Leistungsumfanges der DDR beim internationalen Bau der Erdgasleitung „Sojus“                                                                                 |           |
| 1978 | Franz Großmanit | | Für seinen Anteil an der wissenschaftlich-technischen Vorbereitung und vorfristigen Erfüllung des Leistungsumfanges der DDR beim internationalen Bau der Erdgasleitung „Sojus“                                                                                 |           |
| 1978 | Rüdiger Hartewig | | Für seinen Anteil an der wissenschaftlich-technischen Vorbereitung und vorfristigen Erfüllung des Leistungsumfanges der DDR beim internationalen Bau der Erdgasleitung „Sojus“                                                                                 |           |
| 1978 | Andreas Hieckmann | | Für seinen Anteil an der wissenschaftlich-technischen Vorbereitung und vorfristigen Erfüllung des Leistungsumfanges der DDR beim internationalen Bau der Erdgasleitung „Sojus“                                                                                 |           |
| 1978 | Wolfgang Kürschner | | Für seinen Anteil an der wissenschaftlich-technischen Vorbereitung und vorfristigen Erfüllung des Leistungsumfanges der DDR beim internationalen Bau der Erdgasleitung „Sojus“                                                                                 |           |
| 1978 | Kollektiv „Automatisches Meßmikroskop PARMOQUANT“ im VEB Carl Zeiss Jena | Kollektiv „Automatisches Meßmikroskop PARMOQUANT“ im VEB Carl Zeiss Jena | Für seinen Anteil an der Schaffung der Grundlagen für ein neues automatisches Verfahren zur Mikroskopbildauswertung in der Medizin |           |
| 1978 | Jürgen Altmann | | Für seinen Anteil an der Schaffung der Grundlagen für ein neues automatisches Verfahren zur Mikroskopbildauswertung in der Medizin |           |
| 1978 | Dieter Neuhold | | Für seinen Anteil an der Schaffung der Grundlagen für ein neues automatisches Verfahren zur Mikroskopbildauswertung in der Medizin |           |
| 1978 | Günter Schlaf | | Für seinen Anteil an der Schaffung der Grundlagen für ein neues automatisches Verfahren zur Mikroskopbildauswertung in der Medizin |           |
| 1978 | Günter Schöppe | | Für seinen Anteil an der Schaffung der Grundlagen für ein neues automatisches Verfahren zur Mikroskopbildauswertung in der Medizin |           |
| 1978 | Wolfgang Schutt | | Für seinen Anteil an der Schaffung der Grundlagen für ein neues automatisches Verfahren zur Mikroskopbildauswertung in der Medizin |           |
| 1978 | Rolf Unter | | Für seinen Anteil an der Schaffung der Grundlagen für ein neues automatisches Verfahren zur Mikroskopbildauswertung in der Medizin |           |
| 1979 | Kollektiv aus dem VEB Carl Zeiss Jena | Kollektiv aus dem VEB Carl Zeiss Jena | Für seinen Anteil an der Entwicklung und Produktionsüberleitung des Gerätesystems TOPOMAT für die automatische Auswertung von Stereo-Luftbildpaaren |           |
| 1979 | Peter Fuchs | | Für seinen Anteil an der Entwicklung und Produktionsüberleitung des Gerätesystems TOPOMAT für die automatische Auswertung von Stereo-Luftbildpaaren |           |
| 1979 | Georg Kübel | | Für seinen Anteil an der Entwicklung und Produktionsüberleitung des Gerätesystems TOPOMAT für die automatische Auswertung von Stereo-Luftbildpaaren |           |
| 1979 | Werner Kunze | | Für seinen Anteil an der Entwicklung und Produktionsüberleitung des Gerätesystems TOPOMAT für die automatische Auswertung von Stereo-Luftbildpaaren |           |
| 1979 | Werner Marckwardt | | Für seinen Anteil an der Entwicklung und Produktionsüberleitung des Gerätesystems TOPOMAT für die automatische Auswertung von Stereo-Luftbildpaaren |           |
| 1979 | Klaus Szangolies | | Für seinen Anteil an der Entwicklung und Produktionsüberleitung des Gerätesystems TOPOMAT für die automatische Auswertung von Stereo-Luftbildpaaren |           |
| 1979 | Werner Tiedeken | | Für seinen Anteil an der Entwicklung und Produktionsüberleitung des Gerätesystems TOPOMAT für die automatische Auswertung von Stereo-Luftbildpaaren |           |
| 1979 | Kollektiv aus dem VEB Polygraph Druckmaschinenwerke Planeta Radebeul | Kollektiv aus dem VEB Polygraph Druckmaschinenwerke Planeta Radebeul | Für seinen Anteil an den konstruktions- und fertigungstechnischen Lösungen bei der Schaffung der neuen Baureihe „Variant“ – Bogenoffset-Druckmaschinen |           |
| 1979 | Hans Johne | | Für seinen Anteil an den konstruktions- und fertigungstechnischen Lösungen bei der Schaffung der neuen Baureihe „Variant“ – Bogenoffset-Druckmaschinen |           |
| 1979 | Peter Kahlert | | Für seinen Anteil an den konstruktions- und fertigungstechnischen Lösungen bei der Schaffung der neuen Baureihe „Variant“ – Bogenoffset-Druckmaschinen |           |
| 1979 | Peter Krause | | Für seinen Anteil an den konstruktions- und fertigungstechnischen Lösungen bei der Schaffung der neuen Baureihe „Variant“ – Bogenoffset-Druckmaschinen |           |
| 1979 | Günter Lucius | | Für seinen Anteil an den konstruktions- und fertigungstechnischen Lösungen bei der Schaffung der neuen Baureihe „Variant“ – Bogenoffset-Druckmaschinen |           |
| 1979 | Kurt Reichenberiet | | Für seinen Anteil an den konstruktions- und fertigungstechnischen Lösungen bei der Schaffung der neuen Baureihe „Variant“ – Bogenoffset-Druckmaschinen |           |
| 1979 | Helmut Schöne | | Für seinen Anteil an den konstruktions- und fertigungstechnischen Lösungen bei der Schaffung der neuen Baureihe „Variant“ – Bogenoffset-Druckmaschinen |           |
| 1979 | Kollektiv aus dem Zentralinstitut für Schweißtechnik der DDR, Halle | Kollektiv aus dem Zentralinstitut für Schweißtechnik der DDR, Halle | Für seine hervorragenden wissenschaftlichen Gesamtleistungen auf dem Gebiet der Schweißtechnik |           |
| 1979 | Walter Brenner | | Für seine hervorragenden wissenschaftlichen Gesamtleistungen auf dem Gebiet der Schweißtechnik |           |
| 1979 | Günter Buneß | | Für seine hervorragenden wissenschaftlichen Gesamtleistungen auf dem Gebiet der Schweißtechnik |           |
| 1979 | Herbert Rosenkranz | | Für seine hervorragenden wissenschaftlichen Gesamtleistungen auf dem Gebiet der Schweißtechnik |           |
| 1979 | Günther Thieme | | Für seine hervorragenden wissenschaftlichen Gesamtleistungen auf dem Gebiet der Schweißtechnik |           |
| 1979 | Kollektiv „Ernst-Thälmann-Biographie“ des Instituts für Marxismus-Leninismus beim ZK der SED | Kollektiv „Ernst-Thälmann-Biographie“ des Instituts für Marxismus-Leninismus beim ZK der SED | Für seinen hervorragenden Beitrag zur Erforschung und Darstellung der Geschichte der deutschen Arbeiterbewegung und der KPD sowie zur Pflege der revolutionären Traditionen durch die Ausarbeitung des Geschichtswerkes „Ernst Thälmann. Eine Biographie“      |           |
| 1979 | Lothar Berthold | | Für seinen hervorragenden Beitrag zur Erforschung und Darstellung der Geschichte der deutschen Arbeiterbewegung und der KPD sowie zur Pflege der revolutionären Traditionen durch die Ausarbeitung des Geschichtswerkes „Ernst Thälmann. Eine Biographie“      |           |
| 1979 | Günter Hortzschansky | | Für seinen hervorragenden Beitrag zur Erforschung und Darstellung der Geschichte der deutschen Arbeiterbewegung und der KPD sowie zur Pflege der revolutionären Traditionen durch die Ausarbeitung des Geschichtswerkes „Ernst Thälmann. Eine Biographie“      |           |
| 1979 | Heinz Karl | | Für seinen hervorragenden Beitrag zur Erforschung und Darstellung der Geschichte der deutschen Arbeiterbewegung und der KPD sowie zur Pflege der revolutionären Traditionen durch die Ausarbeitung des Geschichtswerkes „Ernst Thälmann. Eine Biographie“      |           |
| 1979 | Horst Naumann | | Für seinen hervorragenden Beitrag zur Erforschung und Darstellung der Geschichte der deutschen Arbeiterbewegung und der KPD sowie zur Pflege der revolutionären Traditionen durch die Ausarbeitung des Geschichtswerkes „Ernst Thälmann. Eine Biographie“      |           |
| 1979 | Stefan Weber | | Für seinen hervorragenden Beitrag zur Erforschung und Darstellung der Geschichte der deutschen Arbeiterbewegung und der KPD sowie zur Pflege der revolutionären Traditionen durch die Ausarbeitung des Geschichtswerkes „Ernst Thälmann. Eine Biographie“      |           |
| 1979 | Walter Wimmer | | Für seinen hervorragenden Beitrag zur Erforschung und Darstellung der Geschichte der deutschen Arbeiterbewegung und der KPD sowie zur Pflege der revolutionären Traditionen durch die Ausarbeitung des Geschichtswerkes „Ernst Thälmann. Eine Biographie“      |           |

## 1980–1989
| Ano  | Namen | Funktion | Verleihungsgrund | Anmerkung |
| ---- | --- | --- | --- | --------- |
| 1980 | Klaus Baarz, Werner Brendler, Günter Krause, Manfred Reiner, Kurt Röske, Joachim Schmidt, Wolfgang Zürich | Kollektiv „Groß-Transformator mit 600 MVA-Einheitsleistung“ des VEB Transformatorenwerk „Karl Liebknecht“ Berlin | Für seinen Anteil an der Entwicklung und Produktionseinführung von Kraftwerkstransformatoren mit entscheidend verringertem Materialeinsatz und wesentlich erhöhtem Wirkungsgrad                                                    |           |
| 1980 | Klaus Buchenau, Horst Burchert, Hans-Joachim Jesse, Otto Kahle, Friedrich Silge, Erich Tober | Forschungskollektiv des VEB Warnowwerft Warnemünde | Für seinen Anteil an der Entwicklung und Realisierung einer Transporitechnologie für Massengüter unter extremen Eis- und Temperaturbedingungen in arktischen Gewässern                                                             |           |
| 1981 | Franz Löbl, Gerhard Schmidt, Manfred Schneider, Maximilian Siegel, Rolf Zeidler, Gerd Zemann | Entwicklungs- und Überleitungskollektiv aus dem VEB Kombinat Umformtechnik „Herbert Warnke“ Erfurt | Für seinen Anteil an einer den Weltstand bestimmenden Entwicklung von Hochleistungspressen |           |
| 1981 | Rolf Dlubek, Heinrich Gemkow, Günter Heyden, Anatoli Grigorjewitsch Jegorow, Bürger der UdSSR, Erich Kundel, Richard Sperl                                                                                               | Kollektiv der Marx-Engels-Gesamtausgabe | Für seine Arbeiten auf dem Gebiet der Marx-Engels-Forschung bei der Herausgabe der Marx-Engels-Gesamtausgabe |           |
| 1981 | Otto Prokop | Direktor des Instituts für Gerichtliche Medizin des Bereiches Medizin (Charité) da Universidade Humboldt de Berlim | Für seine Forschungsergebnisse zur naturwissenschaftlichen Fundierung der Medizin |           |
| 1982 | Julij Konstantinowitsch Chodarjew – Bürger der UdSSR, Volker Kempe, Burghard Rebel, Wolfgang Wilhelmi | Forschungskollektiv des Zentralinstituts für Kybernetik und Informationsprozesse der Akademie der Wissenschaften der DDR | Für seinen Anteil an der Schaffung informationstheoretischer und gerätetechnischer Grundlagen für die Auswertung von bildhaften Informationen                                                                                      |           |
| 1983 | Horst Bendix, Gerhard Meinelt, Reinhard Poppke, Kurt Schmidt, Christian Zschocke | Entwicklungs- und Überführungskollektiv des VEB Schwermaschinenbau „S. M. Kirow“ Leipzig und der Bauakademie der DDR | Für seinen Anteil an der Entwicklung neuer Montagetechnologien für Großgerät- und Industrieanlagen |           |
| 1984 | Gerhard Engel, Rolf Güther, Horst Kretschmer, Klaus Scheiddig, Manfred Schmenitz, Günter Tietze | Kollektiv aus dem VEB Maxhütte Unterwellenborn und dem Brennstoffinstitut Freiberg des VEB Gaskombinat Schwarze Pumpe | Für seine Leistungen bei der Entwicklung des Verfahrens und der Anlagentechnik zur Substitution von Hochofenkoks durch Braunkohlenstaub                                                                                            |           |
| 1984 | Ernst Engelberg | Ordentliches Mitglied der Akademie der Wissenschaften der DDR | Für seine hervorragenden Verdienste zur Entwicklung der marxistisch-leninistischen Geschichtswissenschaft in der DDR |           |
| 1985 | Friedrich Berrer, Horst Brandt, Helmut Bunter, Peter Franzl, Wolfgang Fuhrmann, Bernd Holle, Kurt Jonas, Herbert Richter                                                                                                 | Kollektiv des VEB Gaskombinat Schwarze Pumpe, des VEB Germania Karl-Marx-Stadt und des VEB BergmannnBorsig, Betriebsteil Dresden | Für seinen Anteil an der Entwicklung und Überleitung des Verfahrens zur Staubdruckvergasung von Braunkohle |           |
| 1985 | Robert Becker, Volker Grobe, Manfred Holtz, Horst Klinkmann, Klaus Müller, Otfried Roher | Kollektiv der Klinik für Innere Medizin der Wilhelm-Pieck-Universität Rostock, des Zentralinstituts für Organische Chemie sowie des Instituts für Polymerenchemie der Akademie der Wissenschaften der DDR, des VEB Kombinat Medizin- und Labortechnik Leipzig und des VEB Kunstseidenwerk „Siegfried Räldel“ Pirna | Für seinen Anteil an der Entwicklung neuer Membrantypen und Biomaterialien und ihre Anwendung in der Humanmedizin |           |
| 1985 | Christof Eversmann, Gerhard Mieth, Joachim Pohl, Rainer Schmidt, Klaus-Dieter Schwenke | Forschungs- und Entwicklungskollektiv „Erschließung von Ölsamen als Proteinressourcen“ des Zentralinstituts für Ernährung der Akademie der Wissenschaften der DDR und des VEB Schwermaschinenbaukombinat „Ernst Thälmann“ Magdeburg                                                                                | Für seinen Anteil an der Entwicklung von Verfahren und Anlagen zur komplexen Verwertung von Ölsamen |           |
| 1985 | Wolfgang Dietrich, Claus Friedrich, Albrecht Härtung, Detlef Kochan, Klaus Wagemann | Forschungskollektiv aus dem VEB Zentraler Forschungs- und Rationalisierungsbetrieb Weißenfels und der Technischen Universität Dresden, Sektion Fertigungstechnik und Werkzeugmaschinen | Für hervorragende wissenschaftlich-technische Leistungen bei der Entwicklung und Realisierung des CAD/CAM-Systems „Gratis“ als Beispiel zur Rationalisierung der Fertigungsvorbereitung und Automatisierung der Fertigungsprozesse |           |
| 1986 | Eberhard Derenkolbe, Uwe Dose, Bernd Junghans, Knut Kaschlik, Klaus Mütze, Thomas de Paly, Michael Raab, Klaus Sachs | Kollektiv aus dem VEB Zentrum für Forschung und Technologie Mikroelektronik Dresden und dem Forschungszentrum des VEB Carl Zeiss Jena | Für seinen Anteil an der Entwicklung und Produktionseinführung einer Basistechnologie für hochintegrierte elektronische Schaltkreise                                                                                               |           |
| 1986 | Johannes Fichtelmann, Horst Fischer, Armin Görmer, Armin Heymel, Meinolf Martin, Ralf Pilz, Werner Preiß | Kollektiv aus dem VEB Elektronik Gera und dem VEB Elektronische Bauelemente „Carl von Ossietzky“ Teltow | Für seinen Anteil an der Verfahrensentwicklung und- Produktionsüberleitung für keramische Vielschicht-Chipkondensatoren |           |
| 1986 | Georg Elsner, Peter Fichtner, Klaus Lösche, Eberhard Piehler, Dieter Schütze, Heinz-Dietrich Siegert | Forschungs- und Entwicklungskollektiv des VEB Carl Zeiss Jena und der Friedrich-Schiller-Universität Jena | Für seinen Anteil an der rechnergestützten Entwicklung optischer Systeme für Präzisionsgeräte |           |
| 1987 | Michael Bormann, Georg Gleszinger, Achim Gröber, Rainer Kempe, Felix Kenner, Dieter Walter | Kollektiv aus dem VEB Robotron-Elektronik Dresden | Für seinen Anteil an der Entwicklung und Produktionsüberführung eines leistungsfähigen 32-Bit-Rechners |           |
| 1987 | Oswald Müller, Richard Oberlinder, Hans-Joachim Taeger, Horst Wellnitz, Frithjof Westphal, Klaus Ziesow | Kollektiv aus dem VEB Mathias-Thesen-Werft Wismar | Für seinen Anteil an der Entwicklung und Serieneinführung eines neuartigen Typs von Eisenbahngüterfähren |           |
| 1987 | Bernd Bornmel, Eberhard Kummer, Joachim Petermann, Bernd Rösch, Peter Ulrich, Ronald Zweiniger | Kollektiv aus dem VEB Werkzeugmaschinenkombinat „Fritz Heckert“ Karl-Marx-Stadt und der Technischen Universität Karl-Marx-Stadt | Für vorbildliche Leistungen bei der Entwicklung und Produktionseinführung flexibel automatisierter Fertigungssysteme für prismatische Werkstücke                                                                                   |           |
| 1988 | Werner Mittenzwei | Forschungsgruppenleiter im Zentralinstitut für Literaturgeschichte der Akademie der Wissenschaften der DDR | Für sein wissenschaftliches Werk „Das Leben des Bertolt Brecht oder Über den Umgang mit den Welträtseln“ |           |
| 1988 | Eberhard Anders, Helmut Fliege, Helmut Grosser, Peter Knoll, Wolfgang Menzel, Werner Pikkert, Christian Schilder, Klaus Thoma                                                                                            | Kollektiv aus dem VEB Kombinat Kali Sondershausen, dem Zentralinstitut für Physik der Erde der Akademie der Wissenschaften der DDR und der Obersten Bergbehörde beim Ministerrat der DDR | Für seinen Anteil an der Einführung neuer Wirkprinzipien zum verlustarmen Abbau von Camallitit und Sylvinit im Kalibergbau der DDR                                                                                                 |           |
| 1988 | Christian Elstner, Rainer Kasper, Jürgen Mehlhorn, Wolfgang Müller, Werner Reich, Waldemar Skarus | Kollektiv aus dem VEB Carl Zeiss Jena | Für seinen Anteil an der Schaffung eines neuartigen optoelektronischen Gerätesystems für Präzisionsmessungen |           |
| 1988 | Dieter Albrecht, Wolfgang Biermann, Mitglied des ZK der SED, Ulf Gottschling, Bernd Junghans, Kandidat des ZK der SED, Jens Knobloch, Monika Kreil, Michael Raab, Horst Reichardt, Dietmar Temmler, Karl-Heinz Wickleder | Kollektiv aus dem VEB Carl Zeiss Jena, dem Institut für Halbleiterphysik der Akademie der Wissenschaften der DDR und der Technischen Universität Karl-Marx-Stadt | Für seinen Anteil an der Schaffung der wissenschaftlich-technischen Grundlagen für die Entwicklung des 1-Megabit-Speicherschaltkreises und der Technologie zu seiner Herstellung                                                   |           |
| 1989 | Konrad Bach, Bernd Böttinger, Katleen Herzer, Harry Kassner, Matthias Kieser, Manfred Lauermann, Dietrich Mandler, Franz Rößler, Konstanze Schmidt, Gerd Stübner, Dieter Walter, Heinz Wedler                            | Kollektiv aus dem VEB Kombinat Mikroelektronik Erfurt, dem VEB Kombinat Robotron Dresden und dem Zentralinstitut für Kybernetik und Informationsprozesse der Akademie der Wissenschaften der DDR | Für die Entwicklung eines leistungsstarken 32-bit-Mikroprozessorsystems |           |
| 1989 | Klaus Ackermann, Ingo Michel, Dieter Nehrbaß, Dietrich Roscher, Günter Steger, Günter Voigt | Kollektiv aus dem VEB Robotron-Optima-Büromaschinenwerk Erfurt | Für die Entwicklung eines hochleistungsfähigen Farbflächenrasterplotters als rechnergestütztes Aufzeichnungsgerät |           |
| 1989 | Jochen Albrecht, Tilo Flade, Norbert Franke, Peter Lautenschläger, Christian Noack, Karl-Heinz Rooch | Kollektiv aus dem Zentralinstitut für Elektronenphysik der Akademie der Wissenschaften der DDR und dem VEB Kombinat Mikroelektronik Erfurt | Für seinen Anteil an einer Basistechnologie für Gallium-Arsenid-Höchstfrequenz-Bauelemente |           |

## Preissummen
| Ano    | Preissumme in Mark |
| ------ | ------------------ |
| 1949   | 500.000            |
| 1950   | 500.000            |
| 1951   | 500.000            |
| 1952   | 500.000            |
| 1953   | 400.000            |
| 1954   | 200.000            |
| 1955   | 300.000            |
| 1956   | -                  |
| 1957   | -                  |
| 1958   | 200.000            |
| 1959   | 100.000            |
| Gesamt | 3.200.000          |

| Ano    | Preissumme in Mark |
| ------ | ------------------ |
| 1960   | 100.000            |
| 1961   | 500.000            |
| 1962   | -                  |
| 1963   | -                  |
| 1964   | 100.000            |
| 1965   | -                  |
| 1966   | 100.000            |
| 1967   | 100.000            |
| 1968   | 200.000            |
| 1969   | 300.000            |
| Gesamt | 1.400.000          |

| Ano    | Preissumme in Mark |
| ------ | ------------------ |
| 1970   | 300.000            |
| 1971   | 300.000            |
| 1972   | 300.000            |
| 1973   | 200.000            |
| 1974   | 500.000            |
| 1975   | 200.000            |
| 1976   | 200.000            |
| 1977   | 500.000            |
| 1978   | 300.000            |
| 1979   | 400.000            |
| Gesamt | 3.200.000          |

| Ano    | Preissumme in Mark |
| ------ | ------------------ |
| 1980   | 200.000            |
| 1981   | 300.000            |
| 1982   | 100.000            |
| 1983   | 100.000            |
| 1984   | 200.000            |
| 1985   | 400.000            |
| 1986   | 300.000            |
| 1987   | 300.000            |
| 1988   | 400.000            |
| 1989   | 300.000            |
| Gesamt | 2.600.000          |

1. 1 2 3 4  Aus dokumentarischen Gründen sind hier die historische Originalbeschreibungen dargestellt, die die SED-Zeitung Neues Deutschland verwendet hat. Diese können allerdings fehlerhaft, tendenziös, überholt oder politisch extrem sein. Sachkorrekturen und alternative Beschreibungen sind im Zweifel in der Spalte „Anmerkungen“ vorzunehmen.

1. 1 2 3